# Lappland (Finnland)
Koordinaten: 67° 0′ N, 26° 0′ O

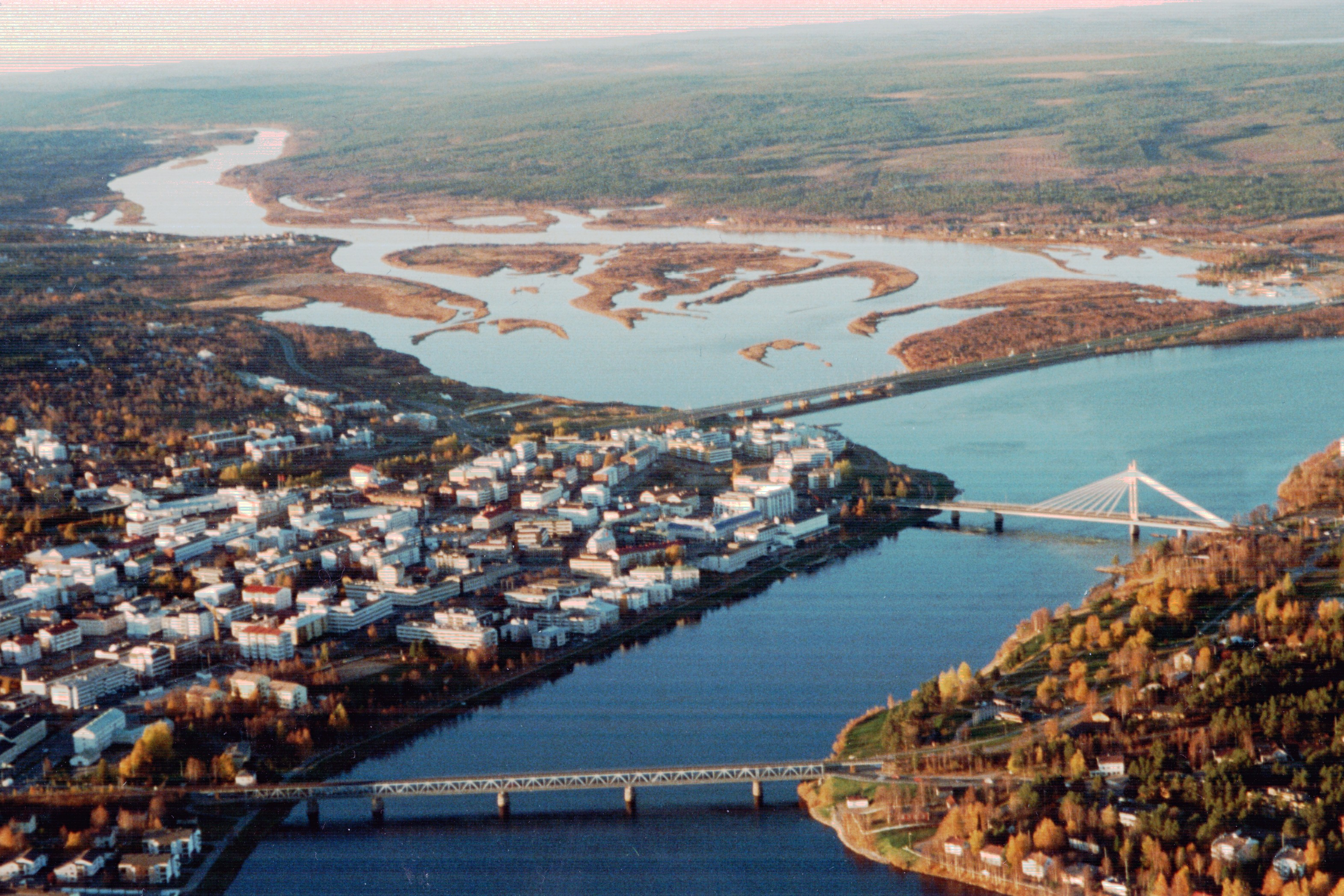
Luftbild von Rovaniemi, der Hauptstadt Lapplands

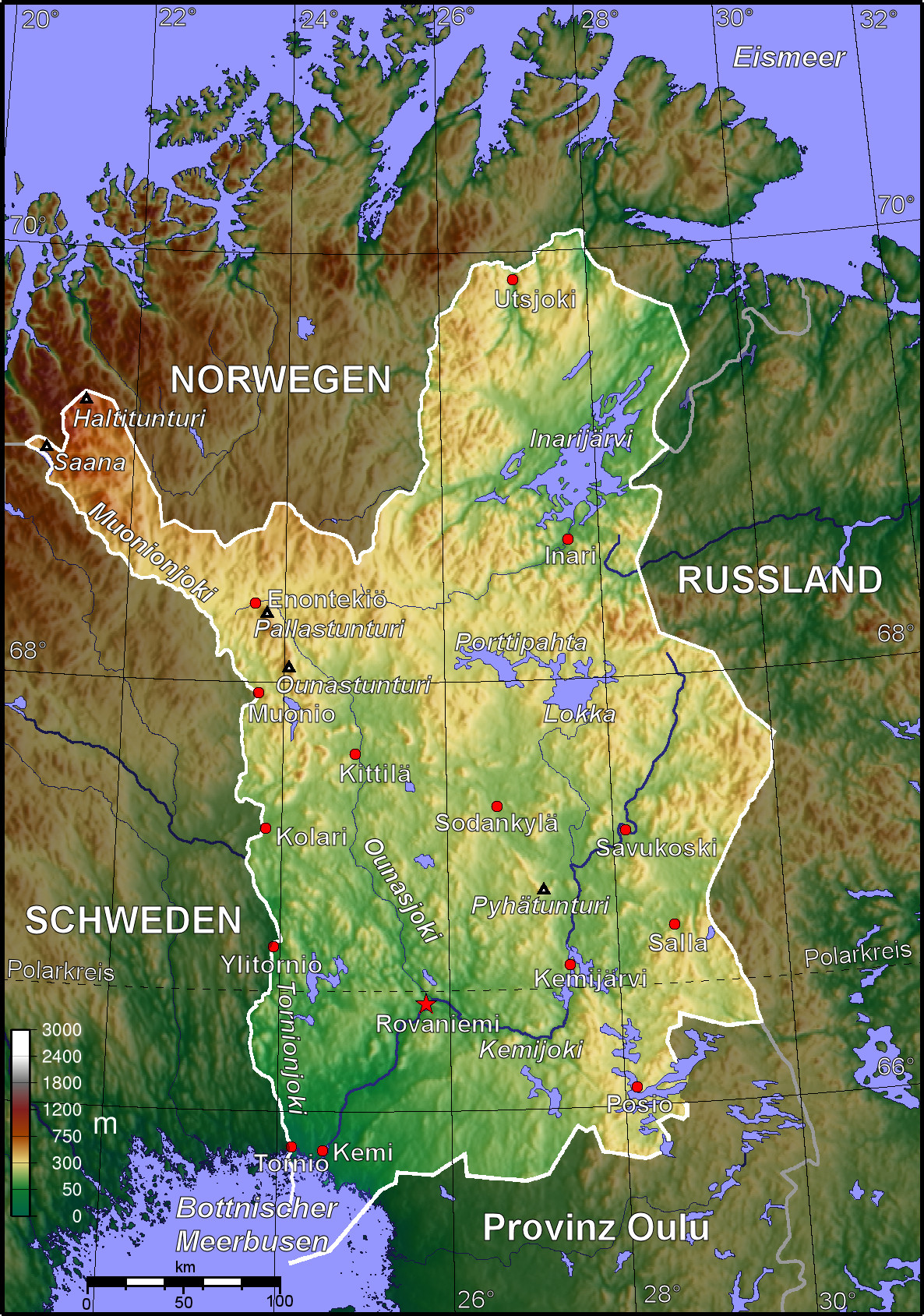
Topografische Karte der Landschaft Lappland

Lappland (finnisch Lappi, schwedisch Lappland) ist eine Landschaft (maakunta) in Finnland. Von 1938 bis 2009 stellte sie zugleich eine der Provinzen (lääni) Finnlands dar. Lappland ist die nördlichste Landschaft des Landes und umfasst den finnischen Teil Lapplands. Mit einer Fläche von fast 100.000 km² ist Lappland die größte finnische Landschaft, bei einer Bevölkerungsdichte von unter zwei Einwohnern pro Quadratkilometer zugleich auch mit Abstand die am dünnsten besiedelte. Der Verwaltungssitz und die größte Stadt der Landschaft ist Rovaniemi. Die Urbevölkerung Lapplands, das Volk der Samen, stellt nur noch eine Minorität dar. In Teilen der Landschaft stehen ihnen besondere Minderheitenrechte zu.

## Geografie
Die Landschaft Lappland liegt im Bereich der Nordkalotte und umfasst den finnischen Teil der zwischen Finnland, Schweden, Norwegen und Russland aufgeteilten Region Lappland. Der Begriff „Lappland“ (finn. Lappi) kann sich je nach Zusammenhang auf die finnische Landschaft oder die gesamte Region beziehen, zum Zweck der Eindeutigkeit kann die Namensform „Finnisch-Lappland“ (Suomen Lappi) verwendet werden.

### Lage und Ausdehnung
Lappland erstreckt sich etwa zwischen dem 66. und 70. Breitengrad. Damit liegt ein Großteil der Landschaft nördlich des Polarkreises. Beim Dorf Nuorgam befindet sich der nördlichste Punkt Finnlands und der Europäischen Union. Innerhalb Finnlands grenzt Lappland im Süden an die Landschaft Nordösterbotten. Im Osten liegt die 373 km lange Staatsgrenze zu Russland. Die Länge der nördlichen Grenze zu Norwegen beträgt 736 km, davon folgen 256 km dem Verlauf des Flusses Tenojoki (norweg. Tanaelva). Die Flüsse Muonionjoki (schwed. Muonio älv) und Tornionjoki (Torne älv) stellen im Westen die 614 km lange Grenze zwischen der Landschaft Lappland und Schweden dar. Im Südwesten hat Lappland Anteil an der Küste des Bottnischen Meerbusens. Lappland ist mit Abstand die größte der zwanzig finnischen Landschaften und umfasst fast ein Drittel der Gesamtfläche des Landes. Die Fläche der Landschaft beträgt 98.983 km² (davon 6321 km² Binnengewässer). Damit ist Lappland größer als etwa Österreich.
Das Gebiet der heutigen Landschaft Lappland besteht aus zwei historischen Landschaften: Lappland und Peräpohjola. Peräpohjola (wörtl. etwa „hoher Norden“) war der Nordteil des historischen Österbotten (finn. Pohjanmaa). Es hatte die Orte Kolari, Rovaniemi, Kemijärvi und Salla als Nordgrenze. Der finnische Teil des Tornedalen gehörte zur schwedischen Landschaft Västerbotten (Länsipohja). Der Nordteil Lapplands war während der Zugehörigkeit Finnlands zu Schweden bis 1809 mit Schwedisch-Lappland verbunden.
Die Ausbuchtung im Nordwesten zwischen schwedischer und norwegischer Grenze bei Enontekiö wird „Arm“ (käsivarsi) genannt. Der Name rührt daher, dass die Grenzen Finnlands vor dem Zweiten Weltkrieg auf der Landkarte die Form einer Frauengestalt, der „Jungfrau Finnland“, hatten und das Gebiet von Enontekiö als deren erhobener rechter Arm erschien.

### Geologie

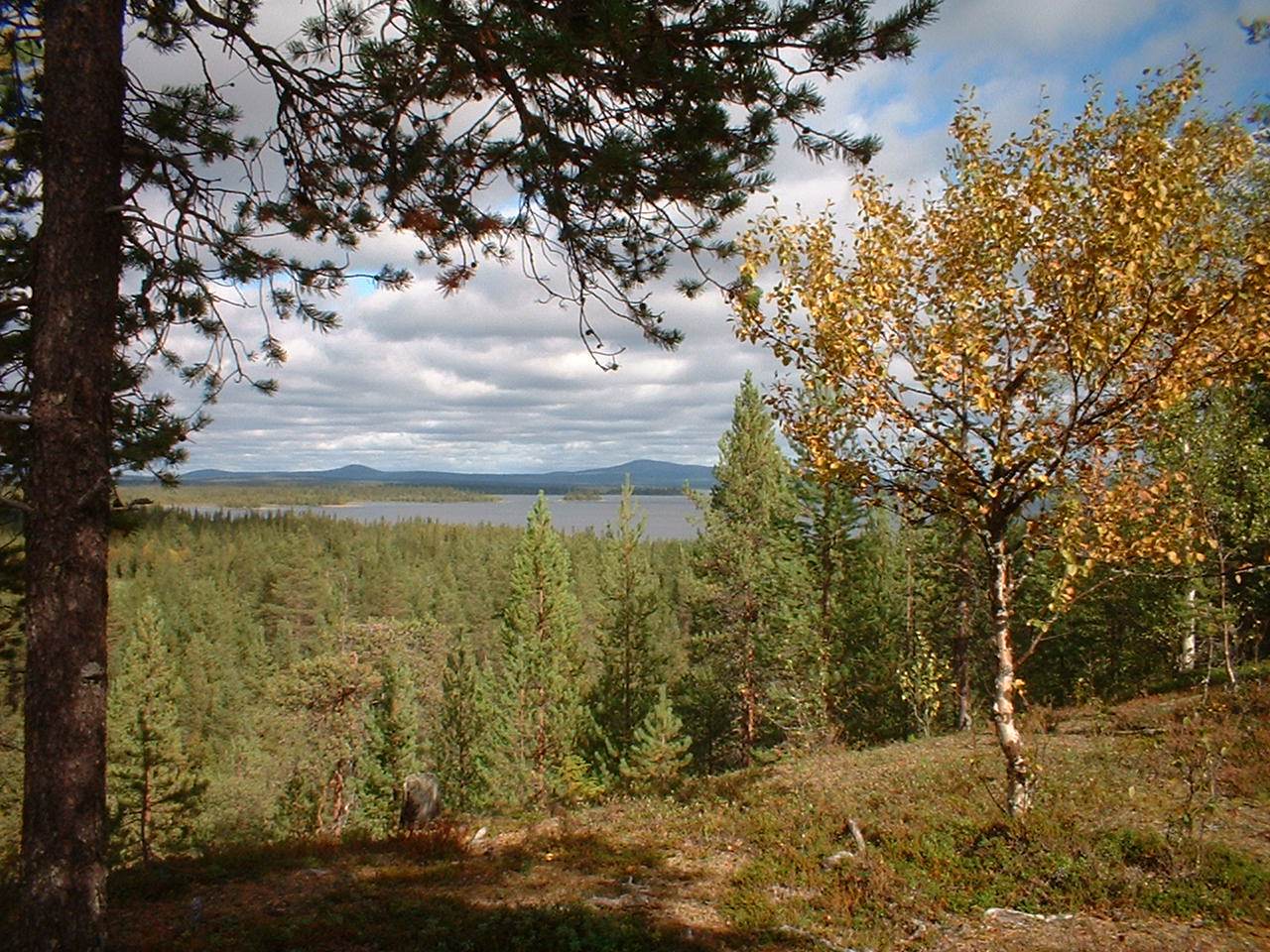
Wald- und Seenlandschaft bei Salla in Südostlappland

Das Grundgebirge Lapplands ist Teil des Baltischen Schilds, eines Festlandskerns mit präkambrischem Alter. Dieser unterlag drei Orogenesen, die das Gestein zu einem durch Brüche und Verwerfungen geprägten Mosaik formten. Die einstigen Gebirge sind im Laufe der Jahrmillionen fast völlig abgetragen worden, sodass nur noch ihre Sockel erhalten sind. Die ältesten Gesteine, Gneise und Migmatite, entstanden im Spätarchäikum vor 2,8–2,7 Milliarden Jahren. Der Großteil des lappischen Gesteins besteht aus Graniten, Schiefern, Granodioriten und Quarzdioriten mit einem Alter von 1,9 bis 1,8 Milliarden Jahren. Der Schiefer im Nordwesten schob sich während der kaledonischen Faltung vor 450–400 Millionen Jahren auf das Gebiet und gehört zu den jüngsten Gesteinsformationen Finnlands.
Die Oberflächengestalt Lapplands ist durch die Gletscher der letzten Kaltzeit geprägt. Die Eismassen schliffen das Gestein zu den flachen, runden Fjells (finn. tunturi) und lagerten eine Moräne von einigen Metern Mächtigkeit ab, die das Grundgestein bedeckt und dessen Unregelmäßigkeiten ebnet. Vielerorts hat das Moränenmaterial auch eigene Oberflächenformationen geschaffen, etwa die Oser (harju), dammartige Hügelrücken aus Kies und Sand, die durch das Schmelzwasser der Gletscher entstanden.

Der Boden Lapplands birgt Mineralvorkommen, die nur zum Teil erschlossen sind. In Kolari und Kemijärvi wurde in der zweiten Hälfte des 20. Jahrhunderts Eisenerz gefördert. Das Chrombergwerk von Kemi besteht seit 1965. In den 1860er Jahren folgte auf den Fund von Gold im Flusssand des Kemijoki ein regelrechter Goldrausch in Lappland. Das größte gefundene Goldnugget wog 393 g. Bis heute wird an den Flüssen Lapplands teils durch Handwäsche, teils industriell Gold gewaschen, insgesamt sind so schätzungsweise 1000 kg Gold gewonnen worden. Das Edelmetall wird auch in Minen gefördert. Zuletzt wurde 1996 bei Kittilä ein umfangreiches Vorkommen von geschätzten 50 Tonnen Gold entdeckt.

### Landschaftsformen

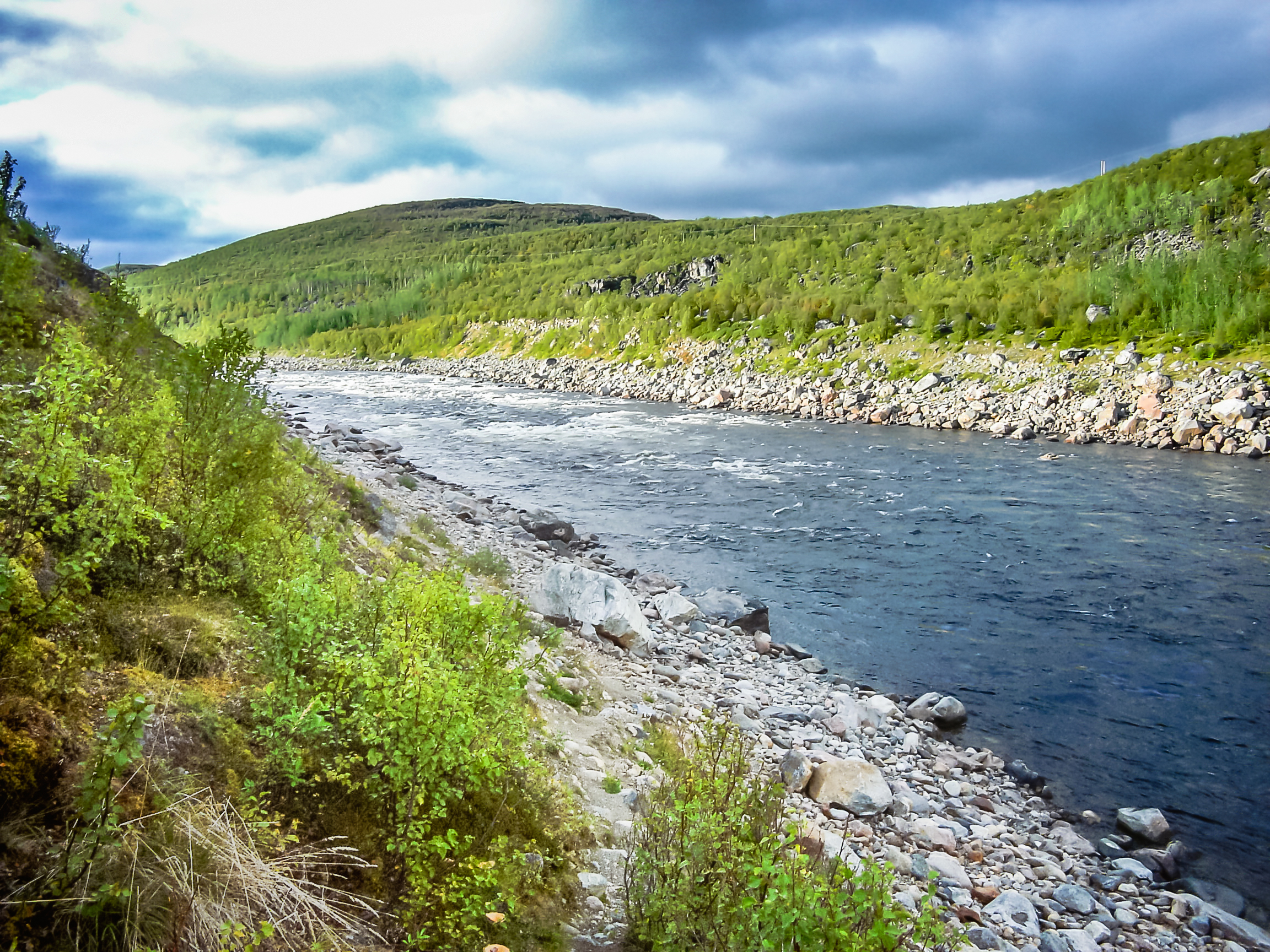
Der Tenojoki bildet die finnisch-norwegische Grenze

Lappland hat Anteil an drei finnischen Großlandschaften: Der Bottnischen Küstenebene, dem Finnischen Hügelland und Lappland. Das eigentliche Lappland wird noch nach den Vegetationsformen in das sogenannte „Wald-Lappland“ und „Fjell-Lappland“ eingeteilt, sodass man von vier lappischen Landschaftstypen sprechen kann.

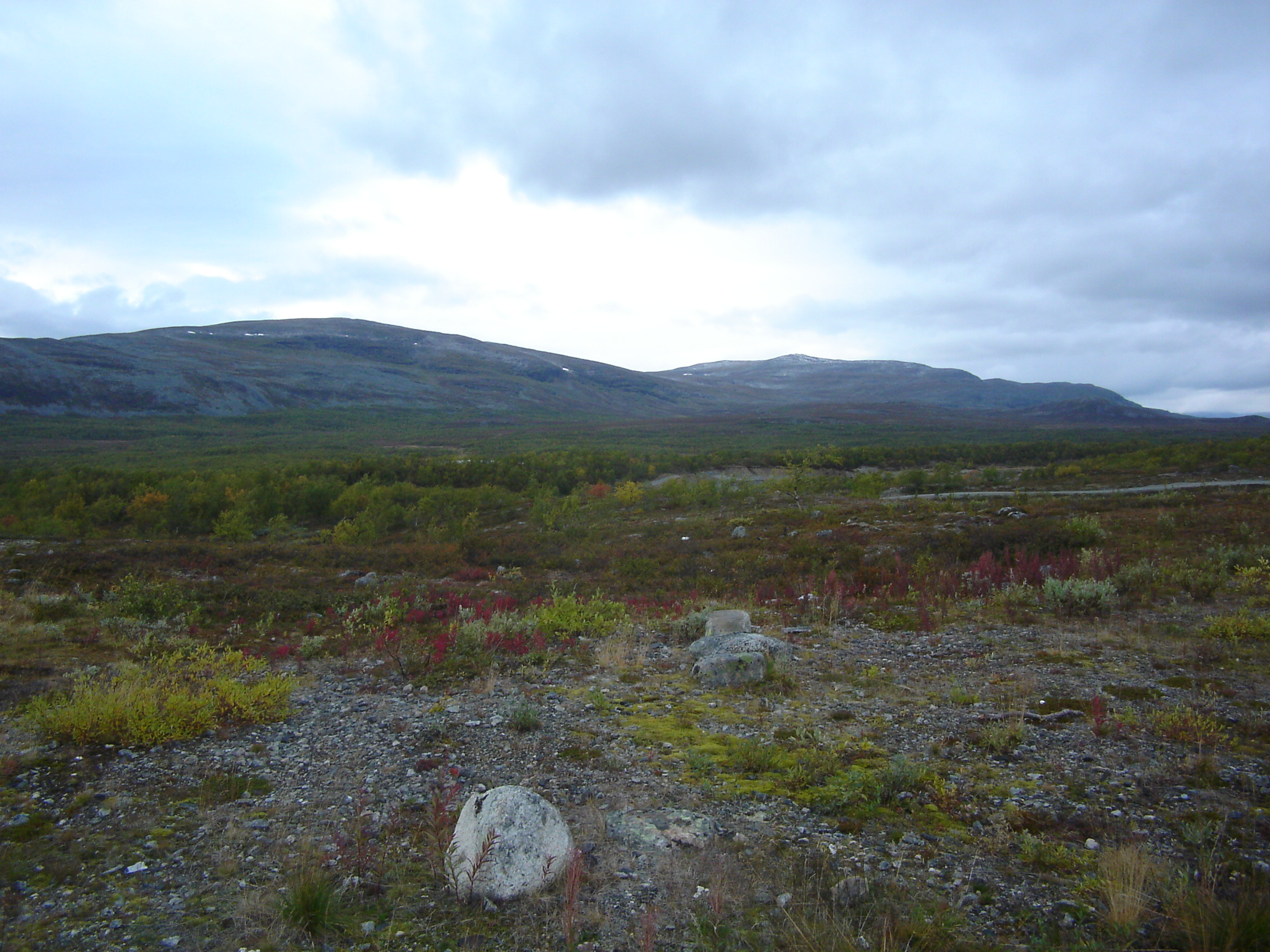
In Nordlappland (hier bei Kilpisjärvi) ist die Vegetation bereits sehr karg

Die flache Küstenebene am Nordende des Bottnischen Meerbusens wird auch „Meer-Lappland“ (finn. Meri-Lappi) genannt. Die Region Peräpohjola im Südteil Lapplands gehört noch zum Finnischen Hügelland (Vaara-Suomi), das sich von Nordkarelien über Kainuu bis nach Südostlappland erstreckt. Geografisch gesehen beginnt das eigentliche Lappland erst auf der Höhe von Kolari, Pelkosenniemi und Salla. Charakteristisch für diese Gegend sind die Fjells (tunturi). Dabei handelt es sich um Anhöhen, die die Baumgrenze überschreiten. Die Nordgrenze des Verbreitungsgebiets von Kiefer und Fichte markiert den Übergang von Wald-Lappland (Metsä-Lappi) zu Fjell-Lappland (Tunturi-Lappi). Wald-Lappland besteht aus weitläufigen flachen Wald- und Sumpfflächen, aus denen sich vereinzelte baumlose Fjells erheben. In Fjell-Lappland wachsen in niedrigen Lagen gedrungene Birken, die höheren Lagen werden nur noch von Flechten bedeckt.

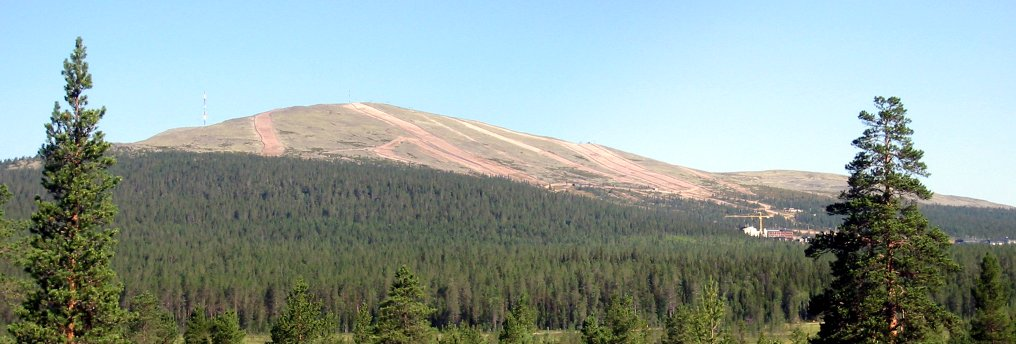
Der baumlose Yllästunturi (718 m) bei Kolari

Von der Ostseeküste steigt das Terrain nach und nach in Richtung Norden und Osten bis zur Wasserscheide von Maanselkä auf eine Höhe von 300 bis 500 Metern an. Im äußersten Nordwesten (Käsivarsi) hat Lappland Anteil am Skandinavischen Gebirge. Hier befinden sich die einzigen Eintausender Finnlands. Der höchste Berg ist der unmittelbar an der norwegischen Grenze gelegene Haltitunturi mit 1324 Metern, gefolgt von den benachbarten Gipfeln Ridnitšohkka (1317 m) und Kovddoskaisi (1210 m). Der bekannteste und landschaftlich markanteste Berg ist aber Saana (1029 m), der sich 500 Meter über den Ort Kilpisjärvi erhebt. Die Fjells im Rest Lapplands sind mit Höhen zwischen 400 und 800 Metern niedriger und welliger. Die wichtigsten Berge sind Pallastunturi (807 m) in Muonio, Ounastunturi (723 m, Enontekiö), Yllästunturi (718 m, Kittilä), Sokosti (718 m, Sodankylä), Paistunturi (648 m, Utsjoki) und Pyhätunturi (540 m, zwischen Sodankylä und Kemijärvi). Der 484 Meter hohe Korvatunturi an der russischen Grenze in der Gemeinde Savukoski gilt in Finnland als Wohnort des Weihnachtsmanns. Zu den finnischen „Nationallandschaften“ wird der Aavasaksa bei Ylitornio gezählt; trotz seiner eher bescheidenen Höhe von 242 Metern eröffnet sich von seiner Spitze eine beeindruckende Aussicht über das Tal des Tornionjoki.

### Gewässer
Die Gesamtfläche der Binnengewässer Lapplands beträgt 5944 km². Demzufolge werden 6 % der Fläche der Landschaft von Wasser bedeckt, was weniger ist als im Rest Finnlands (im Landesschnitt 12 %). Die Anzahl der Seen ist vor allem im Norden hoch, die meisten sind aber sehr klein. Eine nennenswerte Ausnahme ist der Inarijärvi. Mit 1040 km² (fast die doppelte Fläche des Bodensees) ist er je nach Zählweise der zweit- oder drittgrößte See Finnlands und der zehntgrößte Europas. Die Anzahl der Inseln des Inarijärvi wird auf über 3000 geschätzt. Der nächstgrößte natürliche See ist der Kemijärvi bei der gleichnamigen Stadt mit 231 km² Fläche. Die beiden großen Stauseen Lokka (315 km²) und Porttipahta (149 km²) entstanden im Zuge des Baus von Wasserkraftwerken.
Durch Lappland verlaufen die größten Ströme Finnlands. Südlich der Wasserscheide von Maanselkä im Norden Lapplands fließen sie in den Bottnischen Meerbusen, nördlich davon ins Eismeer. Einige wenige Flüsse im Osten Lapplands münden auch in das Weiße Meer. Die wichtigsten Flüsse sind der Tornionjoki, der Kemijoki und der Ounasjoki. Die feste Besiedlung Lapplands breitete sich in vergangenen Jahrhunderten entlang der Flussufer aus, daher liegen die größeren Siedlungszentren Lapplands an den Gewässern.
Der Kemijoki ist mit 512 km der längste Fluss Finnlands. Über die Hälfte Lapplands gehört zu seinem Einzugsgebiet (51.127 km², davon etwa 1600 km² auf russischer Seite). Der Kemijoki entspringt bei Savukoski nahe der russischen Grenze und fließt in Richtung Südwesten über Kemijärvi und Rovaniemi zu seiner Mündung bei Kemi. Die zahlreichen Stromschnellen des Flusses werden heute für die Wasserkraft eingespannt. Der größte Nebenfluss des Kemijoki ist der Ounasjoki. Er ist ebenso wie der Tornionjoki noch völlig im Naturzustand belassen. Der 565 km lange Tornionjoki ist der zweite große Strom Lapplands. Er entspringt in Schwedisch-Lappland und mündet bei Tornio in die Ostsee. Zusammen mit seinem Zufluss Muonionjoki bildet er die finnisch-schwedische Grenze.

### Klima

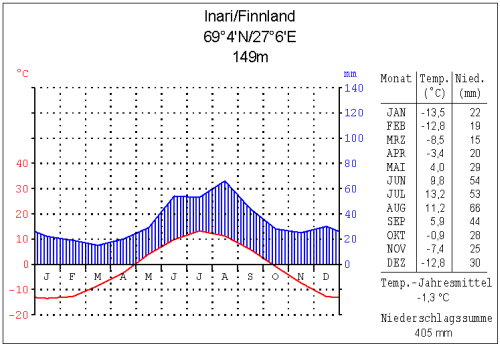
Klimadiagramm Inari

Mit Ausnahme des äußersten Nordens ist das Klima in Lappland kaltgemäßigt. Weil Lappland durch das Skandinavische Gebirge vom Atlantik abgeschirmt ist und der Einfluss der Ostsee nur sehr schwach ist, gehört Lappland zur kontinentalen Klimazone. Daher sind die Unterschiede zwischen den Jahreszeiten mit verhältnismäßig milden Sommern und kalten, schneereichen Wintern stark ausgeprägt. Das Klima Lapplands mag im Vergleich zu Mitteleuropa extrem erscheinen, durch den Einfluss des Golfstroms ist es aber deutlich milder als in anderen Orten auf denselben Breitengraden.
Die durchschnittliche Jahrestemperatur sinkt von Süden nach Norden. Während sie an der lappischen Ostseeküste noch +1 °C beträgt, sind es in Nordwestlappland −4 °C. Die Sommer in Lappland sind mit einer Dauer von 95 Tagen im Süden und 45 Tagen im Norden sehr kurz. Der wärmste Monat ist der Juli mit einer Durchschnittstemperatur von ca.10 °C im Süden und 7 °C im Norden. Im Sommer können die Temperaturen manchmal die 20°-Marke überschreiten. Der Winter ist kalt und harsch. Er dauert zwischen 170 und 200 Tagen. Im kältesten Monat, dem Januar, ist die Durchschnittstemperatur ca. −20 °C. Die kälteste jemals in Finnland gemessene Temperatur wurde am 28. Januar 1999 in Pokka bei Kittilä mit −51,5 °C erreicht. Den ersten Schnee kann es im August oder September geben, eine bleibende Schneedecke fällt meist von Ende Oktober bis Mitte November und schmilzt von Ende April bis Ende Mai. An geschützten Berghängen bleibt der Schnee teils ganzjährig liegen; so wird in Kilpisjärvi im äußersten Nordwesten traditionell zur Mittsommernacht ein Skilauf veranstaltet.
Die jährliche Niederschlagsmenge beträgt in Südlappland etwas über 500 mm, im Norden knapp 400 mm. Damit ist Lappland deutlich trockener als der Rest Finnlands. Die knappen Niederschlagsmengen werden aber dadurch kompensiert, dass die Verdunstung aufgrund der niedrigen Temperaturen sehr niedrig ist. Der wenigste Niederschlag fällt im März, der meiste im August. Im Winter erreicht die Schneedecke eine Dicke von durchschnittlich 60–70 cm. Mancherorts kann sie auch noch dicker sein: Die höchste Schneetiefe Finnlands, 190 cm, wurde am 19. April 1997 in Kilpisjärvi gemessen.
In den hohen geografischen Breiten Lapplands spielen die Beleuchtungsjahreszeiten eine große Rolle. In den Gebieten nördlich des Polarkreises scheint im Sommer die Mitternachtssonne, im Winter herrscht die Polarnacht (kaamos). Selbst in Kemi im Süden Lapplands geht die Sonne zwischen dem 18. und 24. Juni nicht unter. Bei zunehmender Polnähe verlängert sich die Dauer des Polartages: An der Nordspitze in Utsjoki scheint die Sonne 73 Tage ununterbrochen. Entsprechend herrscht im Winter für 51 Tage die Polarnacht, in der die Sonne kein einziges Mal aufgeht. In ganz Lappland kommen im Winter Polarlichter vor, im Norden jährlich in rund 200 Nächten, im Süden noch in fast 100 Nächten.

### Flora und Fauna
Ein Großteil Lapplands gehört zur nördlichen borealen Nadelwaldzone. Neben den vorherrschenden Kiefern und Fichten kommen verbreitet auch Birken vor. Wegen der harschen klimatischen Bedingungen ist die Vegetation eher karg und das Wachstum der Pflanzen langsam. Die Bäume Lapplands erreichen ihre Hiebreife erst in einem Alter von etwa 100 Jahren. Im Unterholz wachsen meist Blaubeersträucher oder Flechten. Vor allem in Süd- und Zentrallappland gibt es viele Sümpfe, hauptsächlich offene Moore. Die Auen an den Flussufern liefern Heu für die Landwirtschaft. Im Norden Lapplands und in höheren Lagen wachsen nur noch Birken. Bei steigender Nähe der Baumgrenze überwiegen die gedrungenen und strauchartigen Fjellbirken. Die Baumgrenze des Birkenwalds liegt bei 300 bis 600 Metern, darüber herrscht eine Tundra-artige Vegetation mit Flechten, Moosen, Gräsern und Zwergsträuchern vor.
Die Laubfärbung (ruska) im September bis Oktober gilt als einzigartiges Naturschauspiel. Sowohl das Laub der Bäume als die Blätter der Blau-, Moos- und Preiselbeerensträucher, die den Boden bedecken, färben sich in leuchtende Farben.

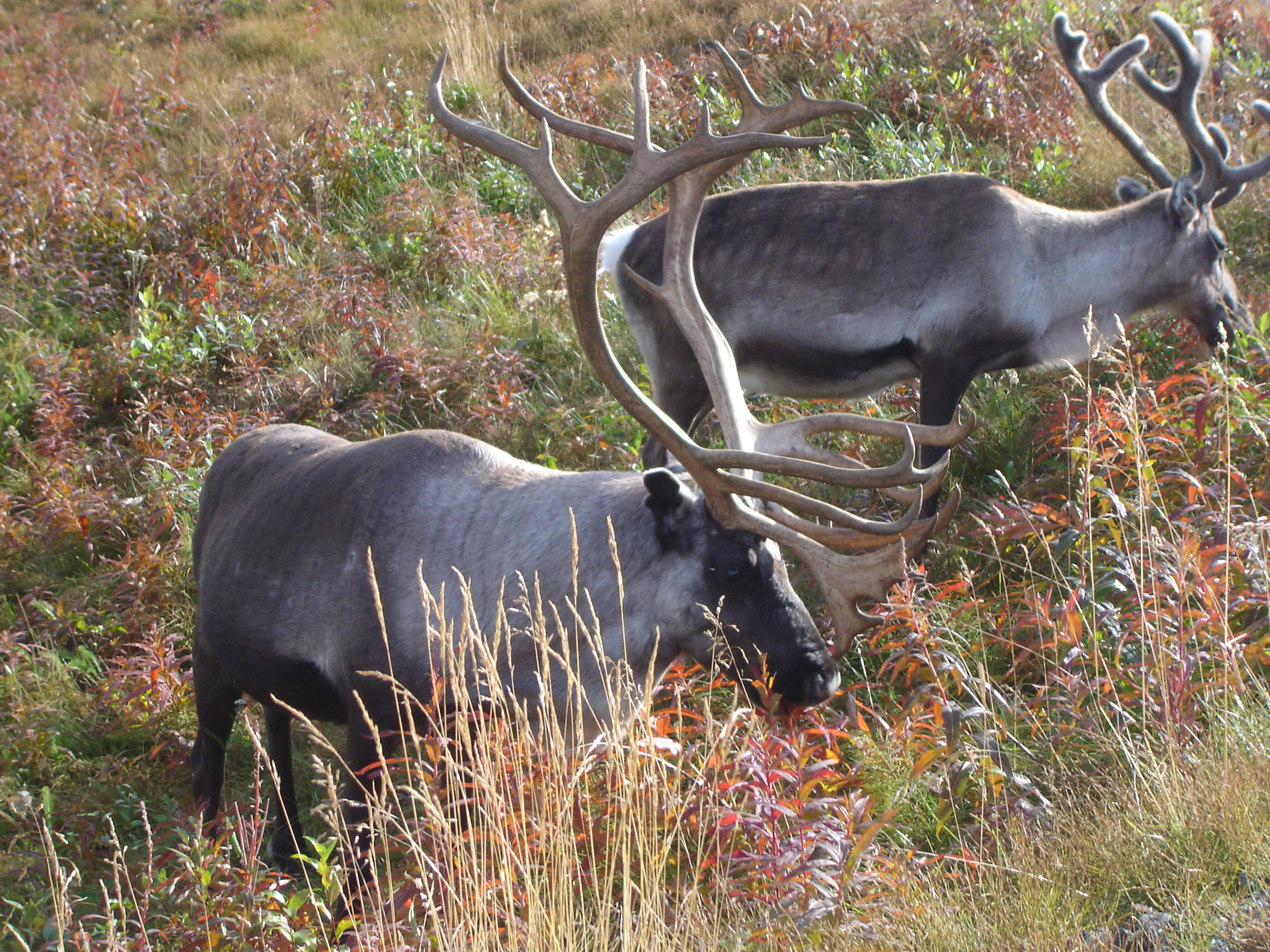
Rentiere südlich von Kilpisjärvi

Der wohl bekannteste Vertreter der Fauna Lapplands und eine Art Wahrzeichen der Landschaft ist das Ren. Die rund 160.000 Rentiere in Lappland sind halbdomestizierte Nutztiere. Sie laufen das Jahr über frei herum, im Spätherbst treiben ihre Besitzer die Tiere zusammen und suchen die Schlachttiere heraus. Daneben leben in den Wäldern Lapplands zahlreiche Elche, nach Westlappland haben sich Rehe aus Schweden verbreitet. An Raubtieren kommen in Lappland Bären, Wölfe und Vielfraße vor. Der Biber war zwischenzeitlich ausgerottet, nach gezielten Bemühungen zur Wiederansiedlung ist er aber mittlerweile wieder in ganz Lappland verbreitet. Arktische Tierarten, die nicht im Rest Finnlands vorkommen, sind Polarfuchs, Lemming, Schneehuhn, Schneeeule und Schneeammer.
Zur Vogelwelt Lapplands gehören verschiedene Watvögel wie Kampfläufer, Bruchwasserläufer und Goldregenpfeifer und Wasservögel wie Waldsaatgans, Pfeifente, Nordischer Prachttaucher, Sterntaucher und Singschwan, daneben im Norden Bergente, Eisente, Samtente und Zwergsäger.
Die intensive Befischung und die Eindämmung der Flüsse haben die reichen Fischbestände dezimiert. Dennoch können im Tenojoki und Tornionjoki immer noch Lachse gefangen werden. In den Seen Lapplands leben Hechte, Barsche, Grauforellen und Maränen.

## Bevölkerung
Obwohl es fast ein Drittel der Landesfläche Finnlands einnimmt, wird Lappland von nur 183.775 Menschen (Stand 31. Dezember 2009) bewohnt. Das entspricht weniger als vier Prozent der Gesamtbevölkerung des Landes. Die Bevölkerungsdichte Lapplands beträgt gerade einmal 2,0 Einwohner pro Quadratkilometer. Die Bevölkerung ist sehr ungleichmäßig verteilt: Über die Hälfte der Einwohner lebt in Südwestlappland im Dreieck zwischen den drei größten Städten Rovaniemi (60.000 Einwohner), Kemi (23.000 Einwohner) und Tornio (22.000 Einwohner). Die Einwohner Lapplands werden zusammenfassend ohne Rücksicht auf ihre Ethnie als „Lappländer“ (finn. lappilainen) bezeichnet, während „Lappe“ (finn. lappalainen) eine veraltete bzw. pejorative Bezeichnung für das Volk der Samen ist.

### Ethnien und Sprachen
Die überwiegende Mehrheit der heutigen Einwohner Lapplands sind Finnen. In großen Teilen Lapplands werden die Peräpohjola-Dialekte des Finnischen gesprochen. Ihr auffälligstes Merkmal ist der Erhalt des h-Lautes anstelle eines Langvokals in der finnischen Schriftsprache. So entspricht dem allgemeinsprachlichen saunaan („in die Sauna“) das lappische saunhan oder, mit Metathese des h, sogar sauhnan. Der finnische Sprachraum setzt sich über die Landesgrenzen fort. Im Tornedalen beidseits des Tornionjoki-Flusses, auf finnischer wie schwedischer Seite, wird eine als Tornedalfinnisch oder Meänkieli (wörtl. „unsere Sprache“) bezeichnete Sprachform gesprochen. Nach der Grenzziehung von 1809 entwickelten sich die Meänkieli-Formen beiderseits des Flusses vor allem im Bereich des Wortschatzes in unterschiedliche Richtungen, da die schwedischen Sprecher den Kontakt zum restlichen finnischen Sprachraum verloren. In Schweden wird Meänkieli offiziell als eigenständige Sprache aufgefasst, während es in Finnland schlicht als Dialekt des Finnischen gilt. Im Süden Lapplands sind ferner der westfinnische Nordösterbotten-Dialekt in Ranua sowie in Posio die zur Gruppe der ostfinnischen Savo-Dialekte gehörige Mundart der Koillismaa-Region verbreitet.

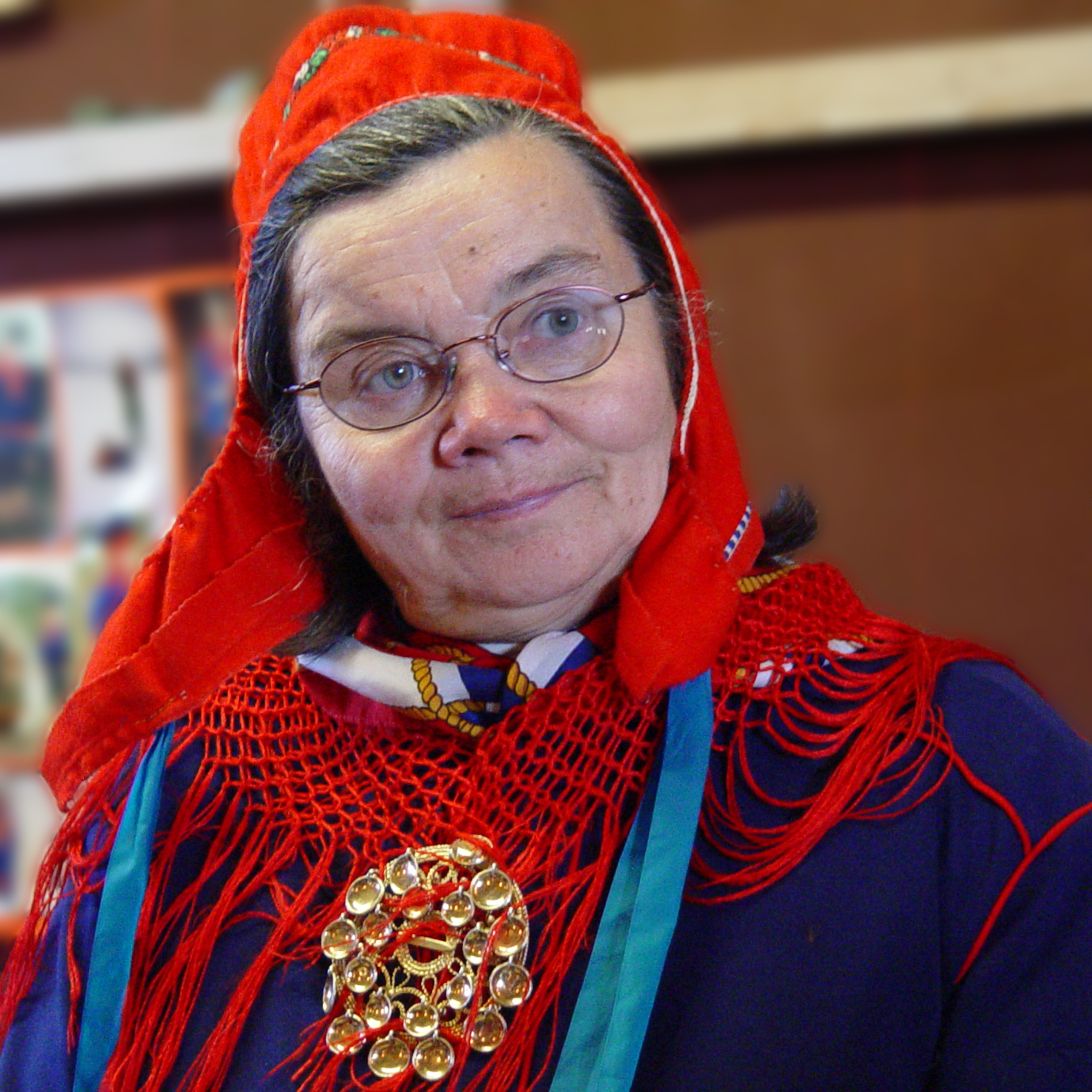
Samin in traditioneller Tracht

Lappland ist Teil des traditionellen Siedlungsgebietes des indigenen Volks der Samen (Eigenbezeichnung Samit). Insgesamt wird ihre Anzahl in Norwegen, Schweden, Finnland und Russland mit 60.000–100.000 angegeben. In Finnland gibt es 6000–7000 Samen, von denen 4000 im samischen Siedlungsgebiet im Nordteil Lapplands leben. Die Gemeinden Enontekiö, Inari, Utsjoki sowie die nördlichen Teile von Sodankylä sind gesetzlich als „Heimatgebiet“ (kotiseutualue) der samischen Titularnation festgelegt. Utsjoki ist die einzige finnische Gemeinde, in der die Samen die Bevölkerungsmehrheit stellen.
Nach dem finnischen Gesetz gilt eine Person als Same, wenn er oder sie sich selbst als Same identifiziert und mindestens einen Eltern- oder Großelternteil hat, der Samisch als Muttersprache spricht. Viele Samen haben indes ihre Sprache aufgegeben. Schätzungen über die Anzahl der samischen Muttersprachler variieren stark. Es ist aber davon auszugehen, dass maximal die Hälfte der finnischen Samen noch samischsprachig ist. Die verschiedenen samischen Mundarten unterscheiden sich so stark voneinander, dass eine gegenseitige Verständigung nicht möglich ist. Daher werden sie von der Sprachwissenschaft als eigenständige Sprachen klassifiziert. In Finnland werden drei samische Sprachen gesprochen. Nordsamisch ist mit insgesamt 30.000 Sprechern die größte samische Sprache, in Finnland wird es von 2000 Menschen gesprochen. Inari-Samisch wird ausschließlich in Finnland verwendet und hat 300–400 Sprecher. Die Skoltsamen wurden nach dem Zweiten Weltkrieg aus dem Gebiet von Petschenga (Petsamo), das Finnland an die Sowjetunion abtreten musste, nach Inari evakuiert. Ihre Sprache, das Skoltsamische, hat insgesamt 400 Sprecher, die meisten davon in Finnland, daneben auch in Russland.
In Lappland ist keine finnlandschwedische Minderheit ansässig. Daher hat das Schwedische, die zweite Landessprache Finnlands, in keiner Gemeinde Lapplands auf kommunaler Ebene einen offiziellen Status. Der Ausländeranteil in Lappland ist gering. Im Jahr 2005 lebten in Lappland 2033 Menschen mit ausländischer Staatsbürgerschaft, das entspricht etwas über einem Prozent. Die größten Ausländergruppen waren Schweden und Russen.

### Religionen

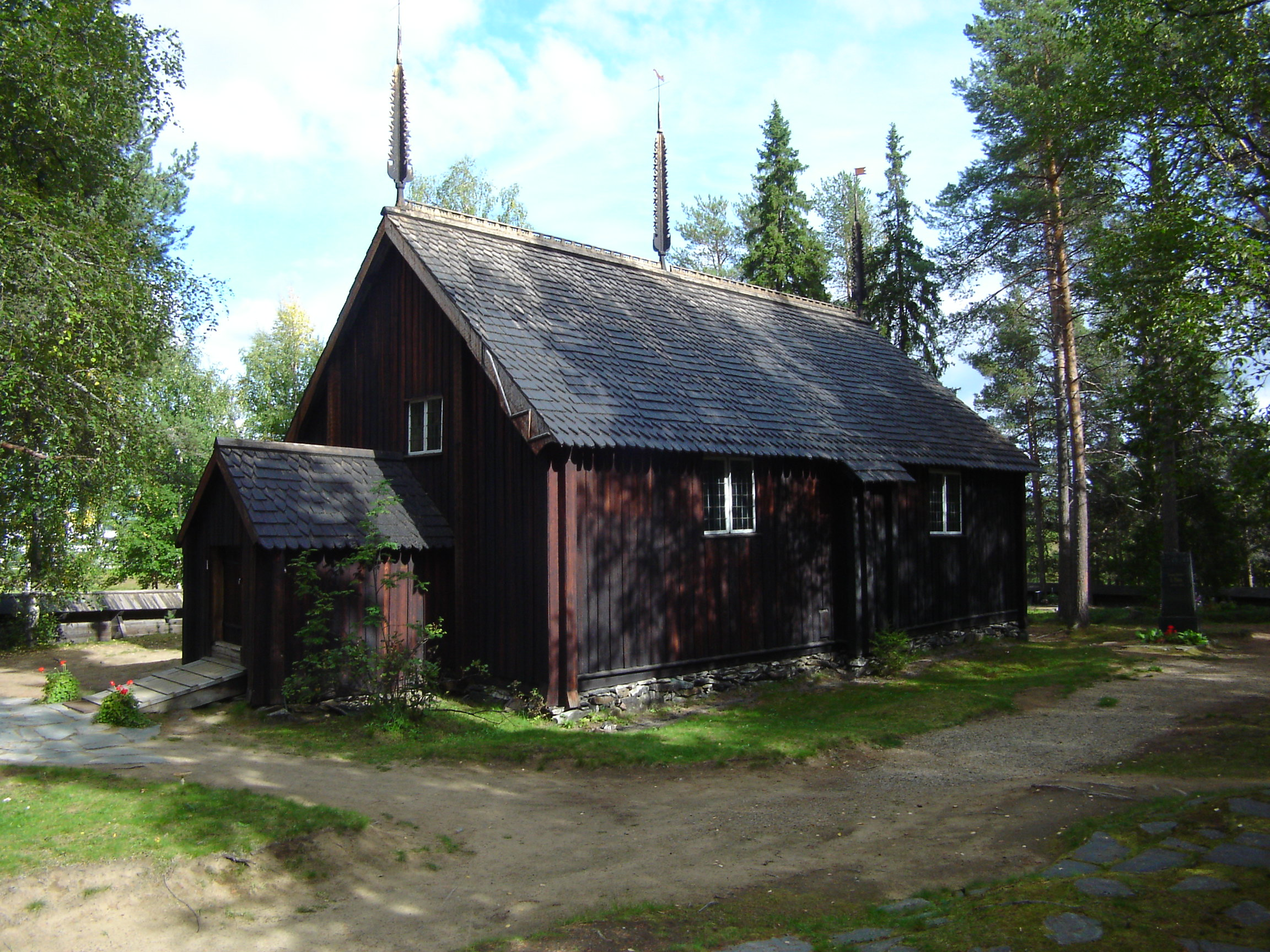
Die schlichte Alte Kirche von Sodankylä (1689) gehört zu den ältesten erhaltenen Holzkirchen Finnlands.

Die überwiegende Mehrheit der Einwohner Lapplands gehören der evangelisch-lutherischen Kirche an. Die 22 lappischen Kirchengemeinden unterstehen dem Bistum Oulu. Eine wichtige Rolle im religiösen Leben Lapplands spielt der Laestadianismus, eine konservative lutherische Erweckungsbewegung. Der Laestadianismus entstand Mitte des 19. Jahrhunderts in Schwedisch-Lappland und verbreitete sich schnell in den nördlichen Teilen Schwedens, Finnlands und Norwegens. Heute ist der Laestadianismus in Finnland hauptsächlich in Lappland sowie der Gegend um Oulu und in Österbotten verbreitet. Die Laestadianer sind innerhalb der evangelisch-lutherischen Kirche organisiert.
Daneben lebt in Lappland eine kleine orthodoxe Minderheit, zu der unter anderem die 700 Skoltsamen gehören. In der Landschaft gibt es insgesamt sechs orthodoxe Kirchen, davon drei in der Gemeinde Inari. Bis ins 18. Jahrhundert konnte sich der Schamanismus als Religion der Samen halten, heute sind die Samen vollständig christianisiert.

### Bevölkerungsentwicklung und -struktur
Fast alle ländlichen Gegenden Finnlands sind seit Mitte der 1990er Jahre von der Abwanderung in die Zentren im Süden des Landes betroffen. Lappland traf diese Entwicklung besonders schwer. Weil es vor allem jüngere Menschen sind, die auf der Suche nach Arbeit Lappland verlassen, überaltert die Landschaft zusehends. Im Jahre 2015 waren 15,3 % der Einwohner jünger als 15 Jahre, 62 % zwischen 15 und 64 Jahren alt und 22,6 % 65 Jahre oder älter. Während die Einwohnerzahl der Städte der Landschaft halbwegs stabil bleibt, ist die Entwicklung in den abgelegeneren Teilen Lapplands noch dramatischer. Auffällig ist auch, dass vor allem in den strukturschwächeren Gegenden Lapplands die Männer in der Überzahl sind.
Entwicklung der Einwohnerzahl seit 1980:

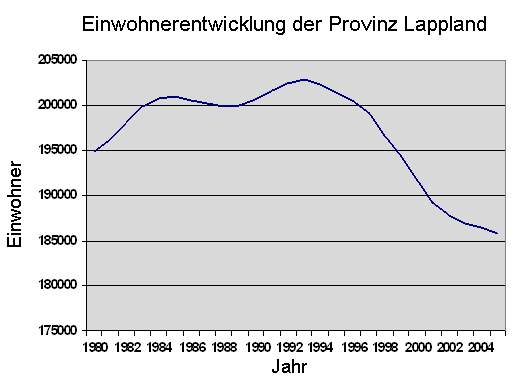
Einwohnerentwicklung Lapplands (1980–2005)

| Jahr | Einwohner |
| ---- | --------- |
| 1980 | 194.890   |
| 1985 | 200.943   |
| 1990 | 200.674   |
| 1995 | 201.411   |
| 2000 | 191.768   |
| 2005 | 185.800   |
| 2010 | 183.488   |
| 2015 | 180.858   |

## Geschichte

### Frühgeschichte
Die Geschichte Lapplands beginnt mit dem Rückzug der Gletscher am Ende der letzten Eiszeit. Zwischen 9000 und 6000 v. Chr. verbreitete sich die steinzeitliche Komsa-Kultur aus Mitteleuropa kommend in Lappland. Um 3000 v. Chr. wanderten die ersten Finno-Ugrier aus dem Osten in Lappland ein. Man geht davon aus, dass sich die finno-ugrische Urbevölkerung Finnlands im Zeitraum zwischen 2500 und 1500 v. Chr. in die sprachlich und kulturell unterschiedlichen Gruppen der Ackerbau und Viehzucht treibenden Finnen im Süden und der jagenden Samen im nördlichen Binnenland aufteilte. Trotz der Sprachverwandtschaft unterscheiden sich die Samen genetisch stark von den Finnen wie von allen anderen europäischen Völkern, was darauf hinweist, dass sie die Nachfahren der steinzeitlichen Urbevölkerung sind, die eine finno-ugrische Sprache übernahmen. Ursprünglich reichte das samische Siedlungsgebiet bis weit in den Süden Finnlands, wie zahlreiche Ortsnamen samischen Ursprungs beweisen. Die früher verbreitete Ansicht, die Samen seien von den später eingewanderten Finnen verdrängt worden, gilt heute als überholt. Vielmehr geht man nun davon aus, dass sich die samische Bevölkerung im Süden mit der Übernahme der Landwirtschaft nach und nach an die finnische Kultur und Sprache assimiliert habe.

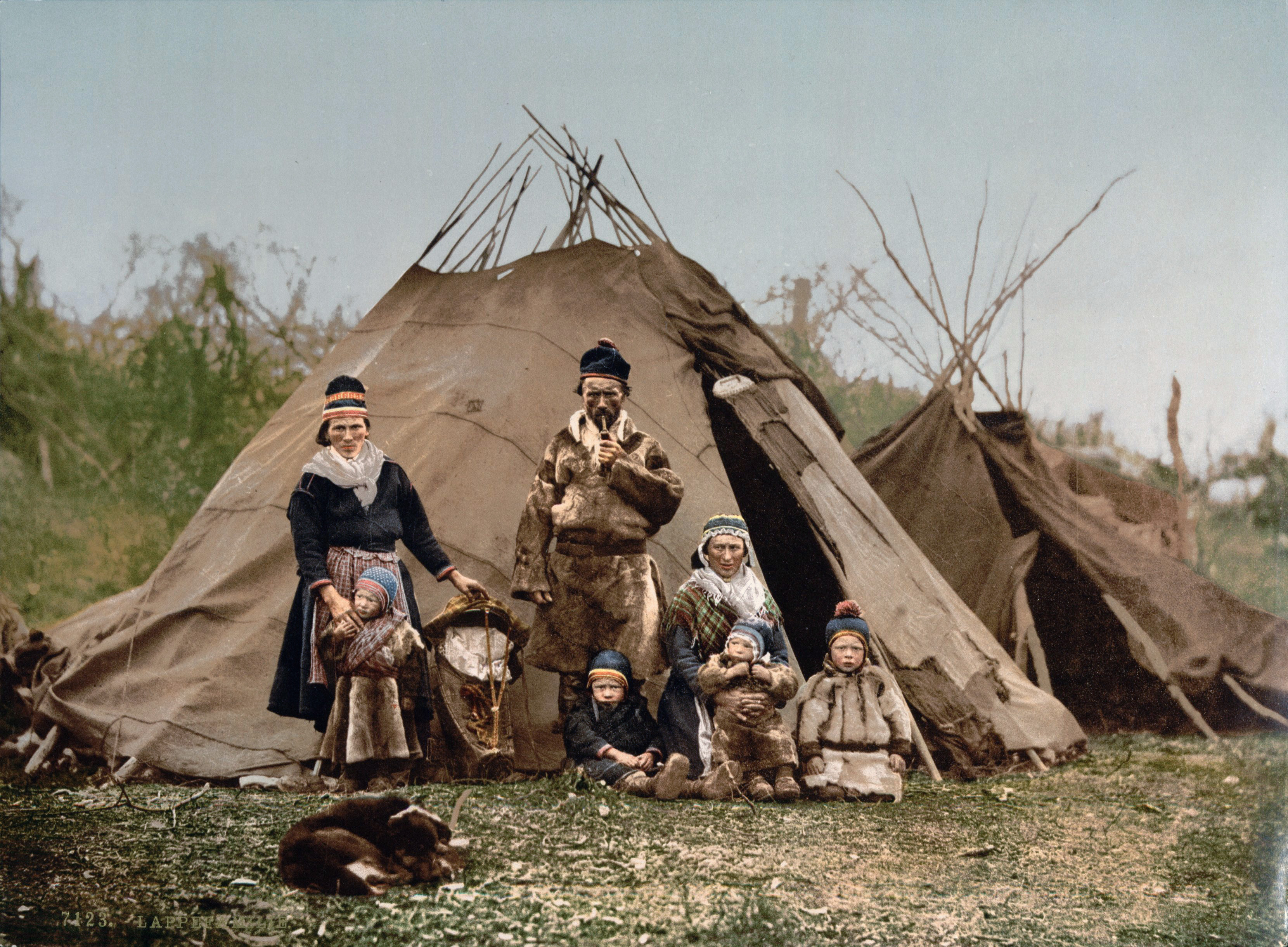
Samische Familie vor ihrer Kohte (um 1900)

Spätestens im 9. Jahrhundert hatte sich die finnische Ackerbaukultur in den Flusstälern des Tornionjoki und Kemijoki etabliert. Bis ins 18. Jahrhundert konzentrierte sich die bäuerliche Lebensweise einzig auf die Ufer der großen Flüsse. Sie waren die einzige Möglichkeit, sich in der unwegsamen Wildnis fortzubewegen und boten den Menschen mit ihren reichen Lachsbeständen Nahrung. Die Flussauen lieferten Heu als Futter für das Vieh, in den umgebenden Wäldern rodeten die Bauern Felder und trieben Jagd. Bis ins 11. Jahrhundert hatte sich die finnische Besiedlung bis auf die Höhe von Rovaniemi vorgeschoben. Unter „Lappland“ verstand man damals das Siedlungsgebiet der Samen, das sich nördlich daran anschloss. Die Eismeerküste war dabei ab dem 12. Jahrhundert von Norwegern besiedelt. Die Samen teilten sich im Wesentlichen in drei Kulturkreise: Die „Waldsamen“ von Kemi lebten hauptsächlich von der Jagd, die „Fischersamen“ von Inari vom Fischfang und die „Rentiersamen“ von Tornio betrieben Rentierzucht. Die Lebensweise der Samen war halbnomadisch. Im Sommer zogen sie mit ihren Rentierherden und lebten in Kohten. Den Rest des Jahres verbrachten sie sesshaft in Winterdörfern, wo sie auch ihre religiösen und gerichtlichen Angelegenheiten regelten.

### Schwedische Zeit
Im Hochmittelalter verstärkte sich der Einfluss des Schwedischen Reichs auf Lappland. Ende des 13. Jahrhunderts erhielten die sogenannten Birkarls (finn. pirkkalaiset), privilegierte Vertreter der schwedischen Krone, das Recht zum Handel und zur Besteuerung Lapplands. Das Tornedalen unterstand dem Bistum Uppsala und der schwedischen Zentralregierung. Das Tal des Kemijoki gehörte nach dem Bestimmungen des Vertrags von Nöteborg von 1323 im Prinzip zum Machtbereich von Nowgorod. Trotzdem stand es ab dem 14. Jahrhundert faktisch unter dem Einfluss des Bistums Turku und damit Schwedens. Dieser schwedisch-russische Interessenkonflikt sorgte immer wieder für Spannungen, bis die schwedisch-russische Grenze 1595 im Frieden von Teusina festgelegt und 1617 nochmals im Frieden von Stolbowo bestätigt wurde; sie verlief grob gesagt etwa dort, wo sich heute auch die Ostgrenze Finnlands befindet.
Ende des 16. Jahrhunderts wurde das Kirchspiel Tornio, zu dem das Flusstal des Tornionjoki bis auf die Höhe von Pello gehörte, der Provinz Västerbotten zugeschlagen, das Kirchspiel Kemi, welches das Gebiet des Kemijoki bis hinauf nach Rovaniemi umfasste, kam zur Provinz Österbotten. Zu dieser Zeit lebten im Gebiet der heutigen Landschaft Lappland rund 5000 Menschen. Das samisch besiedelte Gebiet war in sogenannte Lappmarken eingeteilt, von denen zwei, Tornio-Lappmark und Kemi-Lappmark im Gebiet der heutigen finnischen Landschaft lagen. In Lappland waren die Grenzen nicht genau festgelegt. Das Gebiet gehörte nominell zu Västerbotten, war praktisch aber mehr oder weniger herrenlos und wurde sowohl von Schweden als Norwegen besteuert. Das Dorf Inari war bis 1751 sogar gegenüber drei Staaten (Schweden, Norwegen und Russland) steuerpflichtig.
Ab 1560 begannen sich Wanderfeldbau betreibende Siedler aus Savo auf der Suche nach neuen Schwenden in Lappland niederzulassen. Dadurch stieg die Einwohnerzahl im folgenden Jahrhundert auf 6000–7000. Als erste Stadt Lapplands wurde Tornio 1621 auf der Flussinsel Suensaari an der Mündung des Tornionjoki gegründet. Die „kleine Eiszeit“ ab 1690 sorgte auch im Gebiet des heutigen Lappland für Hungersnöte, traf die Region aber nicht genauso schlimm wie den stärker auf die Landwirtschaft angewiesenen Süden Finnlands. Um die Besiedlung Lapplands zu forcieren, gewährte der schwedische Staat ab 1673 allen Neusiedlern für 15 Jahre Steuerfreiheit. Davon angelockt und weil die Männer Lapplands nicht zum Kriegsdienst herangezogen wurden, weitete sich die bäuerliche Besiedlung nach Norden aus.
Nach dem Großen Nordischen Krieg (1700–1721) erlebte Lappland im 18. Jahrhundert eine regelrechte Bevölkerungsexplosion. Die Besiedlung breitete sich von den großen Flusstälern an die kleineren Seitenarme und die Ufer entlegener Seen aus. Die Kultur der Waldsamen in Südlappland starb langsam aus, weil immer mehr Samen die landwirtschaftliche Lebensweise übernahmen und sich an die finnische Bevölkerung assimilierten.

### Russische Zeit
Nach dem verlorenen Russisch-Schwedischen Krieg musste Schweden 1809 im Vertrag von Fredrikshamn das Gebiet des heutigen Finnland an Russland abtreten. Lappland wurde Teil der Provinz Oulu des neu gegründeten autonomen Großfürstentums Finnland. Für die Bewohner Lapplands war dies eine einschneidende Änderung. Der Tornionjoki, zuvor stets ein verbindender Faktor, wurde nun zur Grenze, das russische Ostufer vom schwedischen Westufer abgeschnitten. 1826 wurde die bis dahin offene russisch-norwegische Grenze festgelegt. Dadurch konnten die Bewohner Lapplands nicht mehr wie zuvor mit ihren Rentierherden über die Grenze ziehen oder an der Eismeerküste Fischerei und Handel betreiben. Die Lappländer empfanden dies als Unrecht, weil ihnen zuletzt 1751 im Vertrag von Strömstad das Recht zum Grenzübertritt zugesichert worden war.
Die Bedeutung der Rentierzucht nahm im 19. Jahrhundert zu, nachdem das wilde Waldren durch die intensive Bejagung in Lappland ausgerottet worden war. Während zuvor nur die Samen Nordlapplands Rentiere gehalten hatten, weitete sich nun das Rentierzuchtgebiet ins südliche Lappland aus. Das starke Bevölkerungswachstum setzte sich auch im 19. Jahrhundert fort: 1830 lebten im Gebiet des heutigen Lappland rund 21.000 Menschen, 1870 betrug die Einwohnerzahl bereits 33.652. Der samische Bevölkerungsanteil ging dabei immer weiter zurück. Im Nordteil Lapplands sank er zwischen 1830 und 1860 von 22,6 % auf 16,3 %.
Nach Missernten kam es in den 1830er, 1850er und 1860er Jahren mehrmals zu Hungersnöten. Weil die Landwirtschaft als wichtigster Erwerbszweig nur eine begrenzte Zahl an Menschen ernähren konnte, entlud sich der Bevölkerungsdruck durch Auswanderung zunächst in die nordnorwegische Region Finnmark, später auch in die USA.
Für einen großen gesellschaftlichen Umbruch sollte die Industrialisierung durch das Aufkommen der Forstwirtschaft und Holzindustrie in der zweiten Hälfte des 19. Jahrhunderts sorgen. In den Wäldern des Binnenlands wurde Holz geschlagen und über die Flüsse an die Küste geflößt. Das erste dampfbetriebene Sägewerk Lapplands entstand 1861 in Laitakari bei Kemi. Anfang des 20. Jahrhunderts waren in Lappland schon 10.000 Männer in der Waldarbeit beschäftigt. Mit der Industrialisierung ging der Ausbau der Infrastruktur einher. Der bisher weglose Norden Lapplands wurde an das Straßennetz angeschlossen, die erste Eisenbahnstrecke nach Kemi entstand 1902.

### Finnische Unabhängigkeit

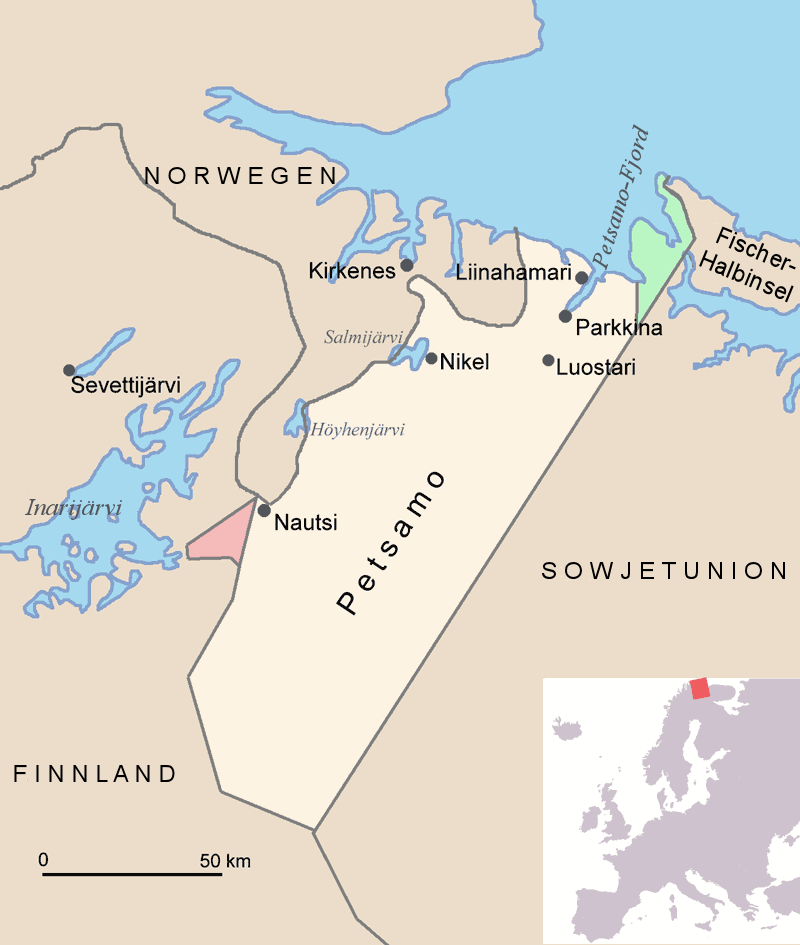
Das Gebiet von Petsamo. Grün: 1940 abgetreten, Rot: 1947 abgetreten.

Mit der finnischen Unabhängigkeitserklärung von 1917 wurde Lappland zu einem Teil des selbstständigen Finnlands. Im folgenden Bürgerkrieg waren die sozialistischen Roten in Lappland anfangs stark vertreten, die bürgerlichen Weißen konnten aber innerhalb kurzer Zeit den gesamten Nordteil Finnlands unter ihre Kontrolle bringen. Nach Ende des Bürgerkriegs erkannte das bolschewistische Russland im Frieden von Dorpat 1920 die finnische Unabhängigkeit an und trat das Gebiet von Petsamo (russ. Petschenga) an Finnland ab. Damit hatte Finnland erstmals einen Zugang zum Europäischen Nordmeer und zum Eismeer. Dank des Golfstroms war Petsamo der einzige ganzjährig eisfreie Hafen des Landes. Erste Bestrebungen nach einer Verbindung zum Eismeer hatte es bereits im 19. Jahrhundert nach der Schließung der norwegischen Grenze gegeben, Zar Alexander II. hatte 1864 dem Großfürstentum Finnland sogar schon Petsamo als Entschädigung für eine kleinere Gebietsabtretung in Siestarjoki (Sestrorezk) zugesichert. Die Lappländer empfanden den Anschluss von Petsamo als Entschädigung für das damals erlittene „Unrecht“, in nationalistischen Kreisen wurde er sogar der erste Schritt in Richtung eines angestrebten Großfinnland gesehen. Das Gebiet von Petsamo mit 1400 Einwohnern und einer Fläche von 10.480 km² bildete kurzfristig eine eigene Provinz, bis es 1921 an die Provinz Oulu angeschlossen wurde. Durch den Hafen, ein 1924 entdecktes großes Nickelvorkommen und den Tourismus prosperierte Petsamo, bis 1939 stieg die Einwohnerzahl auf rund 5000 an.
1938 wurde Lappland als eigenständige Provinz aus der Provinz Oulu losgelöst. Obwohl die neue Provinz neben dem eigentlichen Lappland die Landschaft Peräpohjola umfasste, wählte man als Namen „Lappland“, nicht zuletzt weil sich die Region so besser touristisch vermarkten ließ. Die größte Stadt Kemi hatte sich Hoffnungen gemacht, die Provinzhauptstadt zu werden, letzten Endes erhielt aber der Marktflecken Rovaniemi wegen seiner zentraleren Lage den Zuschlag.

### Zweiter Weltkrieg
Der Zweite Weltkrieg gliederte sich für Finnland in den Winterkrieg und den Fortsetzungskrieg gegen die Sowjetunion und den Lapplandkrieg gegen Deutschland. In allen drei Kriegen fanden in Lappland Kämpfe statt, vor allem der Lapplandkrieg traf die Provinz schwer.
Der Winterkrieg zwischen 30. November 1939 und 13. März 1940 sah zwei seiner Kriegsschauplätze in Lappland. Zu Beginn des Krieges starteten zwei Divisionen der Roten Armee bei Salla eine Offensive. Sie hatten Befehle, innerhalb von zwei Wochen über Kemijärvi und Sodankylä bis Rovaniemi vorzustoßen und von da aus an die schwedische Grenze nach Tornio zu rücken, um Finnland in zwei Teile zu trennen. Zugleich griffen zwei sowjetische Divisionen Petsamo an. Zunächst rückten die sowjetischen Truppen in Petsamo vor und nahmen das Kirchdorf von Salla ein. Mitte Dezember konnte aber die zahlenmäßig deutlich unterlegene finnische Heeresgruppe Lappland die Offensive östlich von Kemijärvi aufhalten. Im Frieden von Moskau, der den Winterkrieg beendete, musste Finnland neben großen Teilen Kareliens auch den Ostteil von Salla und die Fischerhalbinsel (Kalastajansaarento) bei Petsamo abtreten.
Nach Ende des Winterkriegs stützte sich Finnland auf eine Kooperation mit Deutschland, dessen Truppen 1941 ganz Nordfinnland als Operationsgebiet zugestanden wurde. Mit dem Angriff Deutschlands auf die Sowjetunion im Juni 1941 begann für Finnland der Fortsetzungskrieg, in dem Finnland in sogenannter Waffenbrüderschaft auf deutscher Seite gegen die Sowjetunion kämpfte, um die verlorenen Gebiete zurückzugewinnen. Im „Unternehmen Silberfuchs“ sicherten die deutschen Truppen die kriegswichtigen Nickelminen von Petsamo und versuchten erfolglos von Lappland aus die Nachschublieferungen der Westalliierten über den Hafen von Murmansk zu unterbinden. Zwei deutsche Divisionen versuchten von Petsamo aus Murmansk zu erobern, aus Salla stießen weitere zwei deutsche und eine finnische Division in Richtung Kandalakscha vor, um die Murmanbahn zu unterbrechen. Der Angriff scheiterte am Widerstand der Roten Armee, und für den Rest des Krieges blieb die Nordfront recht stabil.

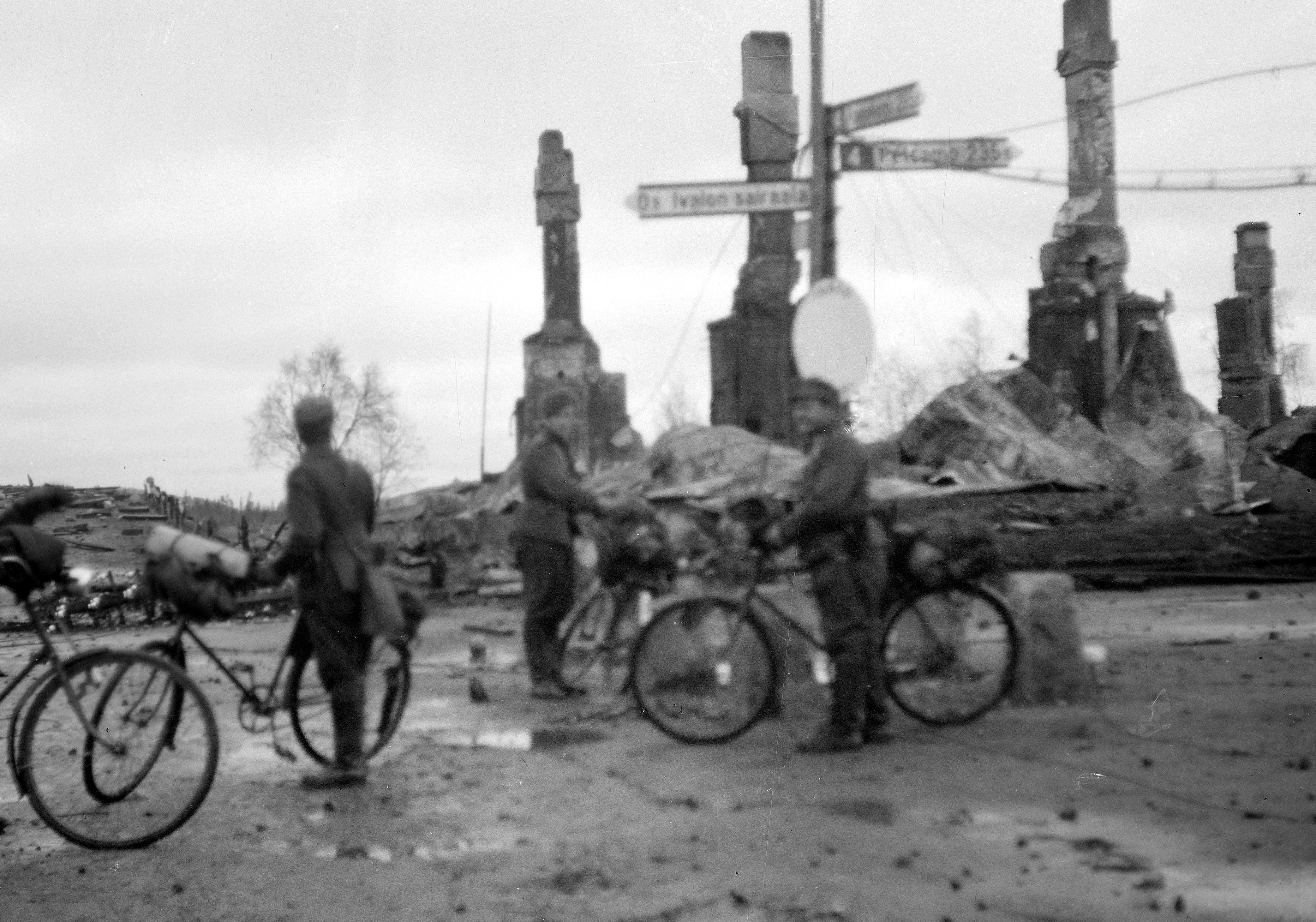
Das von der Wehrmacht niedergebrannte Dorf Ivalo

Am 4. September 1944 unterzeichnete Finnland, nach einer sowjetischen Großoffensive von der vollständigen Besatzung bedroht, ein Waffenstillstandsabkommen, in dem es sich verpflichten musste, die deutschen Truppen aus dem Land zu vertreiben. Dadurch begann am 15. September 1944 der Lapplandkrieg zwischen Finnland und Deutschland. Zu Beginn des Lapplandkrieges waren in Lappland über 200.000 Wehrmachtsoldaten stationiert – mehr als die Bevölkerungszahl der Provinz. Die Zivilbevölkerung Lapplands wurde innerhalb von zwei Wochen in Sicherheit gebracht; insgesamt wurden über 100.000 von 140.000 Lappländern evakuiert, über die Hälfte von ihnen ins neutrale Schweden. Die eigentlichen Kriegshandlungen begannen Ende September. Weil die Deutschen kein strategisches Interesse an Lappland hatten, begannen sie einen kontrollierten Rückzug, in dessen Verlauf sie – in der Auffassung, von Finnland verraten worden zu sein – die Taktik der verbrannten Erde anwandten. Sie sprengten Brücken, verminten Straßen und brannten Dörfer und Städte nieder. Große Teile Lapplands waren komplett verwüstet, in Rovaniemi wurden etwa 90 % der Gebäude zerstört. Nachdem die finnische Armee im Oktober und November den Südteil Lapplands eingenommen hatte, hielten die deutschen Truppen den Winter über im Nordwesten die Stellung. Die letzten Wehrmachtsoldaten verließen am 27. April 1945 bei Kilpisjärvi finnischen Boden.
Die Zerstörungen des Lapplandkrieges und das Gefühl, von der eigenen Regierung, die bewusst den Lapplandkrieg in Kauf genommen hatte, um den Rest Finnlands vor der sowjetischen Besatzung zu retten, im Stich gelassen worden zu sein, sorgten für ein nachhaltiges Trauma unter der lappländischen Bevölkerung. Zudem musste Finnland 1944 neben den bereits im Winterkrieg abgetretenen Gebieten ganz Petsamo der Sowjetunion überlassen, was ein schwerer Schlag für die wirtschaftliche Entwicklung Lapplands war.

### Nachkriegszeit
Nach Ende des Krieges kehrten die evakuierten Lappländer in ihre Heimat zurück und begannen mit der Beseitigung der Kriegsschäden. Der Staat unterstützte den Wiederaufbau mit Krediten. Die Stadt Rovaniemi wurde nach Plänen von Alvar Aalto komplett neu aufgebaut. In der Nachkriegszeit zogen viele Menschen aus dem Süden Finnlands nach Lappland, weil der Wiederaufbau ihnen Arbeit bot. Zusammen mit der hohen Geburtenziffer sorgte dies für ein starkes Bevölkerungswachstum in Lappland.
Der Wiederaufbau war bis 1950 im Wesentlichen abgeschlossen. In der Folgezeit initiierte der finnische Staat mehrere Großprojekte, um Lappland zu industrialisieren und die natürlichen Ressourcen zu erschließen. Weil Finnland im Krieg mehrere Kraftwerke in Karelien verloren hatte, hatte man schon 1945 begonnen, den Kemijoki-Fluss für die Wasserkraft einzuspannen. Insgesamt entstanden bis 1976 18 große Wasserkraftwerke am Kemijoki. Diese staatlichen Bauprojekte waren auch als Beschäftigungsmaßnahmen gedacht: Anfang der 1960er Jahre arbeitete jeder achte erwerbstätige Lappländer in der Baubranche. Als letztes staatlich gefördertes Großprojekt entstand 1973–1976 eine Edelstahlfabrik in Tornio. Der Erbauer, dass Unternehmen Outokumpu, hatte ursprünglich die südwestfinnische Stadt Pori als Standort vorgesehen. In Lappland entstand aber eine Bürgerbewegung, die den Bau in Tornio forderte, sodass die Regierung schließlich auf Outokumpu Einfluss nahm und den Standort Tornio durchsetzte.
Nach dem rasanten Bevölkerungswachstum der Nachkriegszeit erreichte die Einwohnerzahl Lapplands 1963 mit über 210.000 einen historischen Höchststand. Die Rationalisierung der Landwirtschaft, die Mechanisierung der Forstwirtschaft und die abnehmende Zahl der großen Bauprojekte führte aber dazu, dass Ende der 1960er Jahre die ins Arbeitsalter eintretende Nachkriegsgeneration in Lappland keine Beschäftigung fand. In der Folge erlebte Lappland einen massiven Bevölkerungsrückgang: zwischen 1967 und 1974 verließen fast 25.000 Lappländer auf der Suche nach Arbeit die Provinz, davon 9000 ins Ausland (vor allem Schweden). In den 1970er und 1980er Jahren konsolidierte sich Lappland durch die regionale Strukturpolitik des Staates wieder. Die große finnische Wirtschaftskrise Anfang der 1990er Jahre traf das strukturschwache Lappland aber besonders schwer. Sie sorgte für einen starken Anstieg der Arbeitslosenquote und einen erneuten Bevölkerungsrückgang, der bis heute andauert: auf dem Höhepunkt der Wirtschaftskrise waren 24 % der Lappländer arbeitslos, zwischen 1993 und 2001 nahm die Einwohnerzahl Lapplands um fast 7 % ab.
Von der Verwaltungsreform 1997, als die Zahl der Provinzen von zwölf auf sechs verkleinert wurde, blieb das flächengroße Lappland zunächst noch unberührt. Zum Jahresbeginn 2010 wurden die Provinzen aber gänzlich aufgehoben und somit auch die Provinz Lappland abgeschafft.

## Politik

### Verwaltung
Lappland ist eine von 20 Landschaften (maakunta) Finnlands. Die noch aus schwedischer Zeit hergebrachte Aufteilung Finnlands in Landschaften wurde 1994 offiziell institutionalisiert. Die Landschaft Lappland hat keine eigenständige Bedeutung als Verwaltungsregion, die Gemeinden der Landschaft kooperieren aber im Rahmen eines Landschaftsverbundes.
Von 1938 bis 2009 bildete Lappland eine Provinz (lääni) Finnlands. Die Provinz und die Landschaft Lappland umfassten dasselbe Territorium, waren aber voneinander unabhängige Gebietskörperschaften. Die Provinz diente zum Zweck der staatlichen Verwaltung und unterstand der Zentralregierung. Seit der Abschaffung der Provinzen wird die staatliche Verwaltung Lapplands von der Regionalverwaltungsbehörde (aluehallintovirasto) Lappland ausgeübt. Sie hat ihren Sitz in Rovaniemi und ist für das Gebiet der Landschaft Lappland zuständig.

### Wappen

Wappen der ehemaligen Provinz

Das Wappen der Landschaft Lappland stammt von dem Wappen der historischen schwedischen Provinz ab. Die Beschreibung lautet: In Rot ein mit grüner, kurzer Hose bekleideter in Front stehender wilder Mann mit schwarzem Bart und grünem Haarkranz hält eine goldene Keule über der rechten Schulter. Auf dem Schild ruht eine flache Perlenkrone.
Die ehemalige Provinz Lappland führte ein abweichendes Wappen, welches das Wappen der Landschaft mit dem der historischen Landschaft Österbotten, zu der die südlichen Teile Lapplands früher gehörten, verband. Die Beschreibung lautet: Der Schild ist gespalten und zeigt rechts in Rot einen mit grüner kurzer Hose bekleideten in Front stehenden wilden Mann mit schwarzem Bart und grünem Haarkranz, eine goldene Keule über der rechten Schulter haltend, und hinten in Blau drei pfahlgestellte weiße flüchtende Hermeline mit schwarzen Schwanzspitzen. Auf dem Schild ruht eine Krone.
- siehe auch Wappen der finnischen Region Lappland

### Wahlen
Bei den Wahlen zum finnischen Parlament bildet Lappland einen von 13 Wahlkreisen (bis 2015 waren es 15) und entsendet 7 von insgesamt 200 Abgeordneten. Wie in den meisten ländlichen Gegenden Finnlands ist die finnische Zentrumspartei in Lappland die stärkste politische Kraft. Sie stellt seit 2015 vier von sieben lappländischen Abgeordneten im Parlament. Die beiden anderen großen Parteien des Landes, die Sozialdemokraten und die Sammlungspartei, sind in Lappland relativ schwach und stellten in den letzten Jahrzehnten meist nur einen Abgeordneten, 2015 verpasste die Sammlungspartei dies knapp. Dagegen ist das Linksbündnis stärker als im Rest Finnlands und stellte lange zwei Abgeordnete. Seit 2011 sind die Wahren Finnen (seit 2012 Die Finnen) ähnlich stark wie im Rest Finnlands und konnten einen Sitz erobern. 2017 schloss sich die lappländische Abgeordnete der Finnen allerdings der Abspaltung Blaue Zukunft an, das Gleiche gilt für ihren Nachrücker.
In der Kommunalpolitik Lapplands zeigt sich ein ähnliches Bild: Die Zentrumspartei hat in 20 von 21 Gemeinden die Mehrheit im Stadt- bzw. Gemeinderat. In Kemi hält das Linksbündnis die Mehrheit in der Stadtverwaltung, und auch in den meisten anderen Gemeinden ist es die zweitstärkste Partei.
| Partei           | Parlamentswahl 2007 | Parlamentswahl 2007 | Parlamentswahl 2011 | Parlamentswahl 2011 | Parlamentswahl 2015 | Parlamentswahl 2015 |
| Zentrumspartei   | 43,2 %              | 3 Sitze             | 32,2 %              | 3 Sitze             | 42,9 %              | 4 Sitze             |
| Wahre Finnen     | 1,8 %               | -                   | 20,5 %              | 1 Sitz              | 16,5 %              | 1 Sitz              |
| Linksbündnis     | 23,1 %              | 2 Sitze             | 16,7 %              | 1 Sitz              | 13,7 %              | 1 Sitz              |
| Sammlungspartei  | 11,7 %              | 1 Sitz              | 12,5 %              | 1 Sitz              | 10,1 %              | -                   |
| Sozialdemokraten | 15,1 %              | 1 Sitz              | 11,8 %              | 1 Sitz              | 10,8 %              | 1 Sitz              |
| Übrige           | 5,0 %               | -                   | 6,3 %               | -                   | 6,0 %               | -                   |

### Sami-Politik

Die Flagge der Samen wurde 1986 von der Nordischen Sami-Konferenz offiziell anerkannt.

Die Samen Finnlands besitzen mit dem Samething (samisch Sámediggi, finn. Saamelaiskäräjät) eine eigene politische Vertretung. Sein Vorgänger war von 1973 bis 1996 das Sami-Parlament (Sámi parlamenta, Saamelaisvaltuuskunta). Das Samething setzt die seit 1995 in der finnischen Verfassung verankerte kulturelle Selbstverwaltung der Samen um und vertritt die Minderheit in nationalen und internationalen Belangen. Die 21 Mitglieder des Samethings werden alle vier Jahre von den finnischen Samen gewählt und treten vier- bis fünfmal pro Jahr zur Plenarversammlung zusammen. Sie wählen die Regierung, die von einem hauptamtlichen Vorsitzenden geleitet wird und der fünf Ausschüsse zu Kultur-, Sprach-, Bildungs-, Sozial- und Rechtsfragen unterstehen.
Die Samen Finnlands, Schwedens, Norwegens und Russlands betreiben eine enge politische Zusammenarbeit über die Ländergrenzen hinweg. Schon seit 1956 gibt es den Samenrat (Sámiráđđi, Saamelaisneuvosto). 2000 trat erstmals der Samische Parlamentarische Rat (Sámi Parlamentáralaš Rađđi, Saamelainen parlamentaarinen neuvosto) mit Abgeordneten der Samethings Finnlands, Schwedens und Norwegens und Vertretern der russischen Samen zusammen.
Seit 1992 haben die samischen Sprachen im Heimatgebiet der Samen einen offiziellen Status. In Enontekiö, Utsjoki und Sodankylä ist Nordsamisch neben Finnisch die Amtssprache. Inari ist mit Finnisch, Nordsamisch, Inari-Samisch und Skoltsamisch die einzige offiziell viersprachige Gemeinde Finnlands. Die Bürger haben das Recht, Samisch als Verkehrssprache in Behörden und Krankenhäusern zu verwenden. Sämtliche offiziellen Dokumente sowie Straßenschilder u. Ä. werden zwei- bzw. mehrsprachig herausgegeben. Daneben gibt es Schulunterricht und Rundfunkprogramme auf Samisch.

### Verwaltungsgliederung
Die Landschaft Lappland umfasst 21 Gemeinden, von denen vier den Status einer Stadt haben. Die Städte und Gemeinden sind im dünn besiedelten Lappland teilweise äußerst ausgedehnt. Inari ist mit einer Fläche über 17.000 km² die flächenmäßig größte Gemeinde Finnlands und größer als etwa das deutsche Bundesland Thüringen. Die meisten Einwohner hat die Provinzhauptstadt Rovaniemi mit 64.535. Seit dem Zusammenschluss mit der ehemaligen Landgemeinde Rovaniemi Anfang 2006 ist Rovaniemi mit über 8000 km² die flächenmäßig größte Stadt Europas. Neben Rovaniemi haben Kemi, Tornio und Kemijärvi den Status einer Stadt.
| \| \| Gemeinde \| Einwohner 31. Dezember 2022[15] \| Fläche[2] \| \| --- \| ------------- \| ------------------------------- \| ------------ \| \| 1. \| Enontekiö \| 1811 \| 08.391,5 km² \| \| 2. \| Inari \| 7047 \| 17.333,9 km² \| \| 3. \| Kemi \| 19.499 \| 0102,6 km² \| \| 4. \| Kemijärvi \| 6996 \| 03.931,5 km² \| \| 5. \| Keminmaa \| 7771 \| 0646,3 km² \| \| 6. \| Kittilä \| 6637 \| 08.263,2 km² \| \| 7. \| Kolari \| 3999 \| 02.617,6 km² \| \| 8. \| Muonio \| 2281 \| 02.037,9 km² \| \| 9. \| Pelkosenniemi \| 947 \| 01.882,1 km² \| \| 10. \| Pello \| 3262 \| 01.863,7 km² \| \| 11. \| Posio \| 2999 \| 03.545,2 km² \| \| 12. \| Ranua \| 3618 \| 03.694,8 km² \| \| 13. \| Rovaniemi \| 64.535 \| 08.017,2 km² \| \| 14. \| Salla \| 3336 \| 05.872,5 km² \| \| 15. \| Savukoski \| 988 \| 06.496,7 km² \| \| 16. \| Simo \| 2877 \| 01.465,3 km² \| \| 17. \| Sodankylä \| 8134 \| 12.415,2 km² \| \| 18. \| Tervola \| 2863 \| 01.594,5 km² \| \| 19. \| Tornio \| 21.227 \| 01.228,4 km² \| \| 20. \| Utsjoki \| 1180 \| 05.371,8 km² \| \| 21. \| Ylitornio \| 3788 \| 02.212,6 km² \| | Gemeinden der Landschaft Lappland |                             |              |
| | Gemeinde                          | Einwohner 31. Dezember 2022 | Fläche       |
| 1. | Enontekiö                         | 1811                        | 08.391,5 km² |
| 2. | Inari                             | 7047                        | 17.333,9 km² |
| 3. | Kemi                              | 19.499                      | 0102,6 km²   |
| 4. | Kemijärvi                         | 6996                        | 03.931,5 km² |
| 5. | Keminmaa                          | 7771                        | 0646,3 km²   |
| 6. | Kittilä                           | 6637                        | 08.263,2 km² |
| 7. | Kolari                            | 3999                        | 02.617,6 km² |
| 8. | Muonio                            | 2281                        | 02.037,9 km² |
| 9. | Pelkosenniemi                     | 947                         | 01.882,1 km² |
| 10. | Pello                             | 3262                        | 01.863,7 km² |
| 11. | Posio                             | 2999                        | 03.545,2 km² |
| 12. | Ranua                             | 3618                        | 03.694,8 km² |
| 13. | Rovaniemi                         | 64.535                      | 08.017,2 km² |
| 14. | Salla                             | 3336                        | 05.872,5 km² |
| 15. | Savukoski                         | 988                         | 06.496,7 km² |
| 16. | Simo                              | 2877                        | 01.465,3 km² |
| 17. | Sodankylä                         | 8134                        | 12.415,2 km² |
| 18. | Tervola                           | 2863                        | 01.594,5 km² |
| 19. | Tornio                            | 21.227                      | 01.228,4 km² |
| 20. | Utsjoki                           | 1180                        | 05.371,8 km² |
| 21. | Ylitornio                         | 3788                        | 02.212,6 km² |

Diese 21 Gemeinden sind zu sechs Verwaltungsgemeinschaften (seutukunta) zusammengeschlossen. Dabei handelt es sich um lokale Gebietseinheiten zum Zweck der kommunalen Zusammenarbeit.
| Verwaltungsgemeinschaft | Gemeinden                                         |
| ----------------------- | ------------------------------------------------- |
| Fjell-Lappland          | Enontekiö, Kittilä, Kolari, Muonio                |
| Kemi-Tornio             | Kemi, Keminmaa, Simo, Tervola, Tornio             |
| Nordlappland            | Inari, Sodankylä, Utsjoki                         |
| Ostlappland             | Kemijärvi, Pelkosenniemi, Posio, Salla, Savukoski |
| Rovaniemi               | Ranua, Rovaniemi                                  |
| Tornio-Tal              | Pello, Ylitornio                                  |

## Infrastruktur

### Verkehr

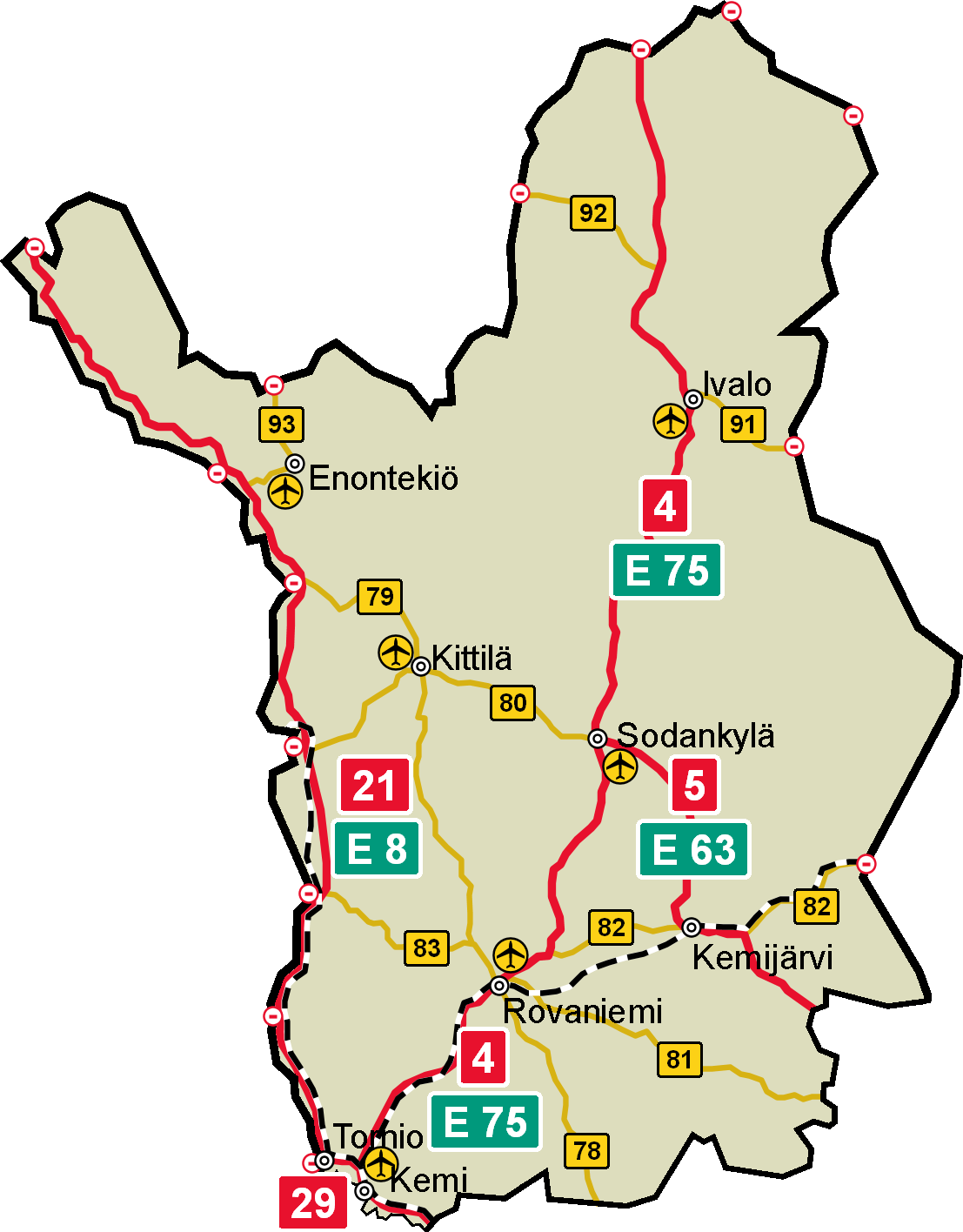
Verkehrskarte Lapplands

Aufgrund der extrem geringen Bevölkerungsdichte ist das Verkehrsnetz in Lappland eher dünn. Zumindest die größeren Straßen werden meist in einem guten Zustand gehalten. Das öffentliche Straßennetz hat eine Gesamtlänge von 9162 Kilometern. Das entspricht einer Straßendichte von etwa 0,1 Kilometern pro Quadratkilometer. Davon sind 1265 km Staatsstraßen, 954 km Hauptstraßen, 2212 km Landstraßen und 4704 km Verbindungsstraßen. Zwei Drittel des Straßennetzes sind befestigt.
Drei Staatsstraßen, die zugleich Europastraßen sind, durchqueren Lappland in Nord-Süd-Richtung. Die wichtigste Verkehrsader ist die Staatsstraße 4 (E 75), die über Oulu aus Südfinnland kommend von Kemi über Rovaniemi, Sodankylä und Ivalo nach Utsjoki zur norwegischen Grenze führt. Die Staatsstraße 5 (E 63) kommt über Kuusamo aus dem Süden des Landes und endet in Sodankylä. Die Staatsstraße 21 beginnt in Tornio und folgt der schwedischen Grenze bis zum Grenzübergang nach Norwegen bei Kilpisjärvi. Dazu kommt die nur 17 km lange Staatsstraße 29 zwischen Keminmaa und Tornio. Sie wurde 2001 zur einzigen Autobahn Lapplands ausgebaut, seitdem ist sie die nördlichste Autobahn der Welt. Die Europastraße 8 folgt dem Verlauf der Fernstraßen 21 und 29.
In Lappland bestehen jeweils sechs Grenzübergangsstellen nach Schweden und Norwegen sowie zwei nach Russland. Den größten Grenzübergang zwischen Tornio und dem schwedischen Haparanda passieren durchschnittlich 11.500 Fahrzeuge pro Tag.
An das Eisenbahnnetz ist Lappland nur rudimentär angeschlossen. Es bestehen zwei Linien mit einer Gesamtlänge von rund 500 Kilometern. Insgesamt gibt es elf Bahnhöfe, die von Personenzügen bedient werden. Die einzige Verbindung nach Südfinnland kommt aus Oulu und verzweigt sich in Kemi. Ein Zweig führt in nördlicher Richtung bis Kolari, der andere in Richtung Nordosten über Rovaniemi und Kemijärvi nach Salla. Reisezüge verkehren auf dieser Strecke allerdings nur bis Kemijärvi.
In Lappland gibt es sechs Flughäfen: Die Flughäfen Enontekiö, Ivalo, Kemi-Tornio, Kittilä, Rovaniemi und Sodankylä. Alle Flughäfen außer dem von Sodankylä werden von der finnischen Luftfahrtbehörde (Ilmailulaitos) betrieben. Sie beförderten im Jahr 2005 insgesamt 991.000 Passagiere. Der Flughafen Rovaniemi ist mit 385.000 Fluggästen im Jahr der größte Lapplands und der viertgrößte Finnlands.
Am lappischen Küstenabschnitt des Bottnischen Meerbusens liegen die Häfen Ajos und Vesiluoto in Kemi sowie Röyttä in Tornio. Seit den 1970er Jahren halten Eisbrecher im Winter eine Fahrrinne frei. Die Häfen werden nur für den Frachtverkehr benutzt, Kemi ist ein Exporthafen für Schnittholz, Zellulose und Papier. In Kemi legen jährlich 630 Schiffe an, in Tornio 352.

### Bildung
Im Schuljahr 2005/2006 gab es in Lappland 163 Grundschulen und 27 Gymnasien mit insgesamt rund 25.200 Schülern. Dazu kommen zehn Berufsfachschulen. Wegen der abnehmenden Bevölkerungszahl müssen immer wieder Schulen in abgelegenen Gegenden geschlossen werden; seit 1983 sind über 130 Schulen eingestellt worden. Wegen der geringen Bevölkerungsdichte sind die Schulwege oft lang. Lebt ein Grundschüler über fünf Kilometer von seiner Schule entfernt, muss ihm die Gemeinde den Transport zur Schule gewährleisten. Insgesamt nehmen 27 % der lappländischen Grundschüler das in Anspruch, in manchen ländlichen Gemeinden sogar die Hälfte. Bei Gymnasiasten sind Schulwege von mehreren zig Kilometern keine Seltenheit. Im samischen Heimatgebiet erhalten die Gemeinden staatliche Zuwendungen, um samischsprachigen Schulunterricht anbieten zu können. Im Jahr 2002 nahmen 477 Schüler dieses Angebot in Anspruch. 1994 schrieben die ersten Schüler ihre Abiturprüfung im Fach Muttersprache auf Samisch.
Die einzige Universität Lapplands ist die Universität Lappland in Rovaniemi. Diese wurde 1979 gegründet, um die regionale Entwicklung Lapplands voranzutreiben. Heute hat sie rund 5000 Studenten und 650 Angestellte. Daneben gibt es in Lappland zwei Fachhochschulen, eine ist in Rovaniemi, die andere in Kemi und Tornio angesiedelt.
Im Jahr 2001 gab es in Lappland insgesamt 89 Bibliotheken und Bibliothekszweigstellen. 53 % der Bevölkerung Lapplands hat eine Bibliothek im Umkreis von zwei Kilometern vom Wohnort; selbst im extrem dünn besiedelten Utsjoki ist dies für jeden vierten Bürger gewährleistet. Die abgelegeneren Gebiete werden mit insgesamt 16 fahrenden Bibliotheken versorgt.

## Wirtschaft
Die Wirtschaft Lapplands hat in den letzten Jahrzehnten einen starken Strukturwandel durchgemacht. Während im Jahr 1960 noch 44,8 % der Erwerbstätigen im Land- und Forstwirtschaftssektor arbeiteten, waren es 2000 nur noch 6,2 %. Auch der Industriesektor hat, wenn auch nicht genauso rapide, an Bedeutung verloren: Der Anteil der Industriearbeiter sank zwischen 1968 und 2000 von 26,9 % auf 22,2 %. Dagegen stieg die Zahl der Beschäftigten im Dienstleistungssektor stark: 1960 waren es 30,3 %, 2000 bereits 69,0 %. Davon macht der öffentliche Sektor mit 32,0 % einen überdurchschnittlich großen Anteil aus.
Die Arbeitslosigkeit ist in Lappland ein großes Problem. Die Arbeitslosenquote betrug im Jahr 2001 19,7 % und war fast doppelt so hoch wie im Landesdurchschnitt (11,7 %). Über die Hälfte der Arbeitslosen war unter 25 Jahre alt.

### Landwirtschaft und Rentierzucht
Im Jahr 2001 gab es in Lappland 2161 aktive landwirtschaftliche Betriebe. Um 1960 hatte deren Zahl noch rund 16.000 betragen. In der gleichen Zeit halbierte sich die Anbaufläche. Die klimatischen Bedingungen erschweren die Landwirtschaft in Lappland. Getreideanbau wird fast überhaupt nicht betrieben, die Kartoffelernte deckt nur die Hälfte des Bedarfs. Die Kartoffelsorte Lapin Puikula gilt wegen der besonderen Anbaubedingungen (niedrige Temperaturen, viel Licht) als besonders aromatisch und wird von der EU als geschützte Herkunftsbezeichnung anerkannt. Die wichtigste Rolle nimmt in der lappländischen Landwirtschaft die Milch- und Fleischproduktion ein. Daher wird auf dem größten Teil der Felder Viehfutter angebaut.
In Lappland gibt es rund 4400 Rentierzüchter, die insgesamt 160.000 Tiere besitzen. Das Rentierzuchtgebiet umfasst neben Lappland die nördlichen Teile der Landschaften Nordösterbotten und Kainuu. Die Rentierzucht ist die traditionelle Lebensweise der Samen. Anders als in Schweden und Norwegen ist ihre Ausübung aber nicht deren Privileg; tatsächlich lebt heute nur ein kleiner Teil der Samen von der Rentierzucht, und unter den Rentierzüchtern sind die Finnen in der Mehrzahl.
Daneben gibt es an der Ostseeküste und an den größeren Seen Berufsfischer. Auch die Jagd und das Sammeln von Beeren und Pilzen sind in Lappland von großer Bedeutung. Der Anteil Lapplands an der finnischen Beerenernte liegt bei einem Drittel, bei den seltenen Moltebeeren sind es sogar drei Viertel.

### Forstwirtschaft
Noch in den 1970er Jahren beschäftigte die Forstwirtschaft in Lappland bis zu 20.000 Menschen. Die Mechanisierung hat dazu geführt, dass heute nur noch 4000 Lappländer im Forstsektor arbeiten. Im Jahr 2005 wurden in den Wäldern Lapplands 4,2 Millionen Kubikmeter Holz geschlagen. Während früher Kahlschläge an der Tagesordnung waren, ist die Forstwirtschaft heute Einschränkungen unterworfen, die eine nachhaltige Nutzung der Natur zum Ziel haben. Ein Fünftel der Waldflächen Lapplands ist geschützt, in Nordlappland sind es sogar 40 %.
Weil aber auch unter den ungeschützten Flächen unberührte Urwälder sind, kommt es immer wieder zu Interessenkonflikten zwischen Naturschutz und ökonomischen Interessen. In Nordlappland gibt es schon seit Jahrzehnten Streitigkeiten zwischen den Rentierzüchtern, deren Tiere die Urwälder als Winterweide nutzen, und der Forstwirtschaft. Im Frühjahr 2005 intervenierte die Umweltschutzorganisation Greenpeace mit dem Vorwurf, die staatliche finnische Forstbehörde Metsähallitus und die großen finnischen Papierkonzerne zerstörten schützenswerte Urwälder in Lappland und bedrohten damit die Lebensgrundlage der Samen, und errichtete ein Camp in Inari. Die Forstindustrie lehnte die Aktionen von Greenpeace entschieden ab.

### Industrie, Bergbau und Energieproduktion
Die Industrie Lapplands beruht weitgehend auf der Nutzung der natürlichen Ressourcen (Holz und Erze); die Forst- und Metallindustrie macht 90 % der lappländischen Industrieproduktion aus. Die Produktionsstätten konzentrieren sich auf die Städte Kemi, Tornio, Rovaniemi und Kemijärvi. Seit Beginn der Industrialisierung Lapplands im 19. Jahrhundert ist die Forstindustrie der dominierende Zweig. Anfangs entstanden in den Küstenstädten Kemi und Tornio Sägewerke, im 20. Jahrhundert kamen Zellulose- und Papierfabriken dazu. Vor allem durch den technologischen Fortschritt ist auf diesem Sektor die Anzahl der Arbeitsplätze zurückgegangen, von 6400 in den 1970er Jahren auf etwa 2700 im Jahr 2000. Weil der Rohstoffbedarf der lappländischen Forstindustrie mit 7 Millionen Kubikmetern Holz im Jahr höher liegt als die Produktion der Forstwirtschaft, wird Holz aus anderen Teilen Finnlands und Russland importiert. Der Bergbau beschäftigt in Lappland heute rund 300 Menschen und fördert Erze, die von der Metallindustrie, vor allem der Edelstahlfabrik in Tornio, weiterverarbeitet werden. Die Metallindustrie ist der einzige Industriesektor Lapplands, in dem in den letzten Jahrzehnten neue Arbeitsplätze entstanden sind, heute beschäftigt er rund 1800 Menschen. Andere Industriezweige spielen nur eine marginale Rolle.

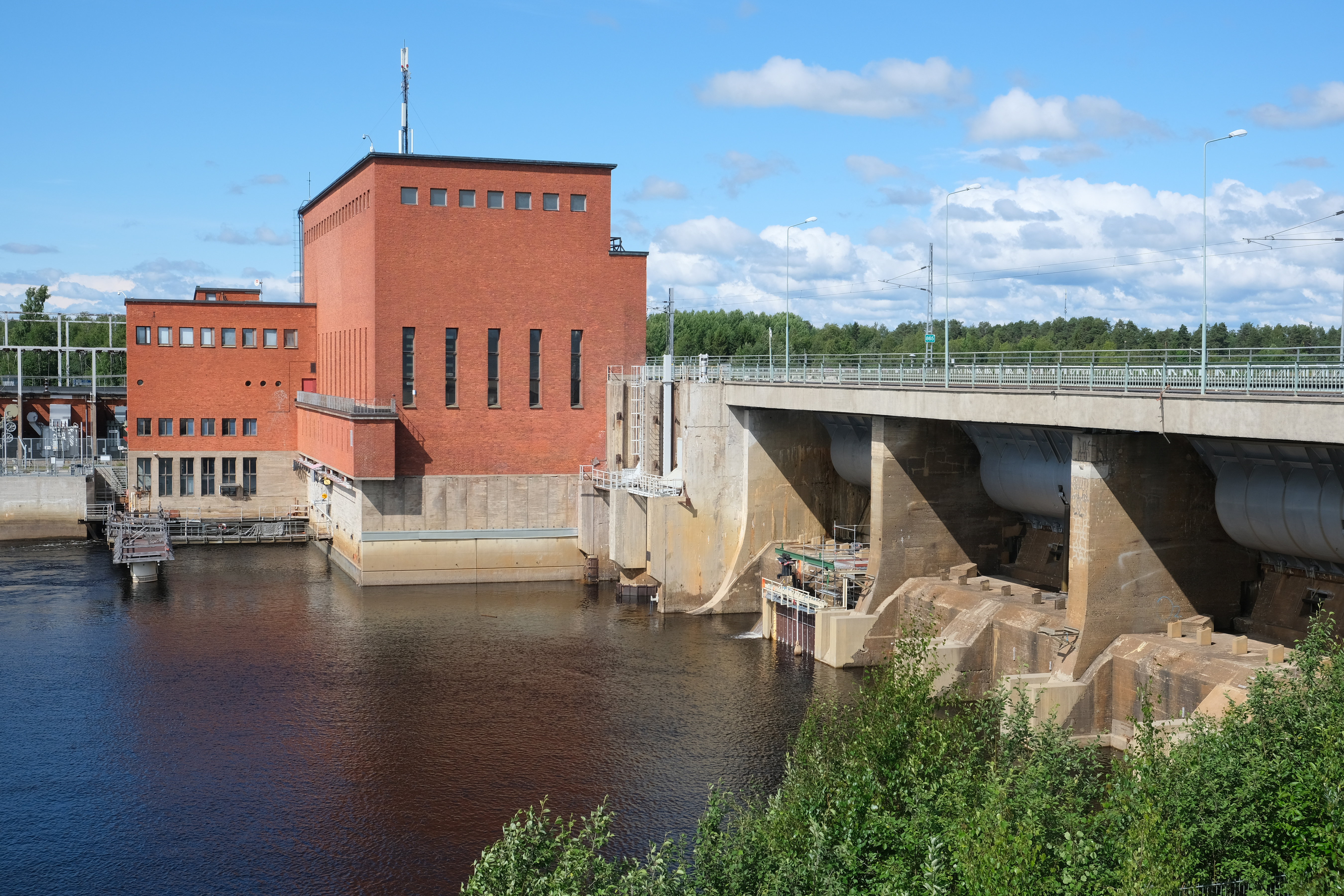
Das älteste Wasserkraftwerk am Kemijoki: Isohaara bei Kemi

Die Stromschnellen des Flusses Kemijoki wurden nach dem Zweiten Weltkrieg für die Energieproduktion eingespannt. Heute produzieren 18 Wasserkraftwerke, von denen die meisten dem Energiekonzern Kemijoki Oy gehören, am Kemijoki und dessen Nebenflüssen Strom. Ihre Jahresproduktion betrug 2003 4,3 Terawattstunden, was über ein Drittel der finnischen Wasserkraftproduktion und rund 5 % der gesamten Stromproduktion des Landes ausmacht. In Lappland besteht aufgrund der natürlichen Begebenheiten ein erhebliches Potential für die Windenergie, das aber nur in geringem Maße ausgeschöpft wird. Schätzungen gehen davon aus, dass man ein Fünftel des finnischen Strombedarfs mit Windenergie aus Lappland decken könnte. Momentan gibt es in der Landschaft aber nur sieben Windkraftwerke, deren Gesamtproduktion mit 4 Gigawattstunden vernachlässigbar ist.

### Tourismus

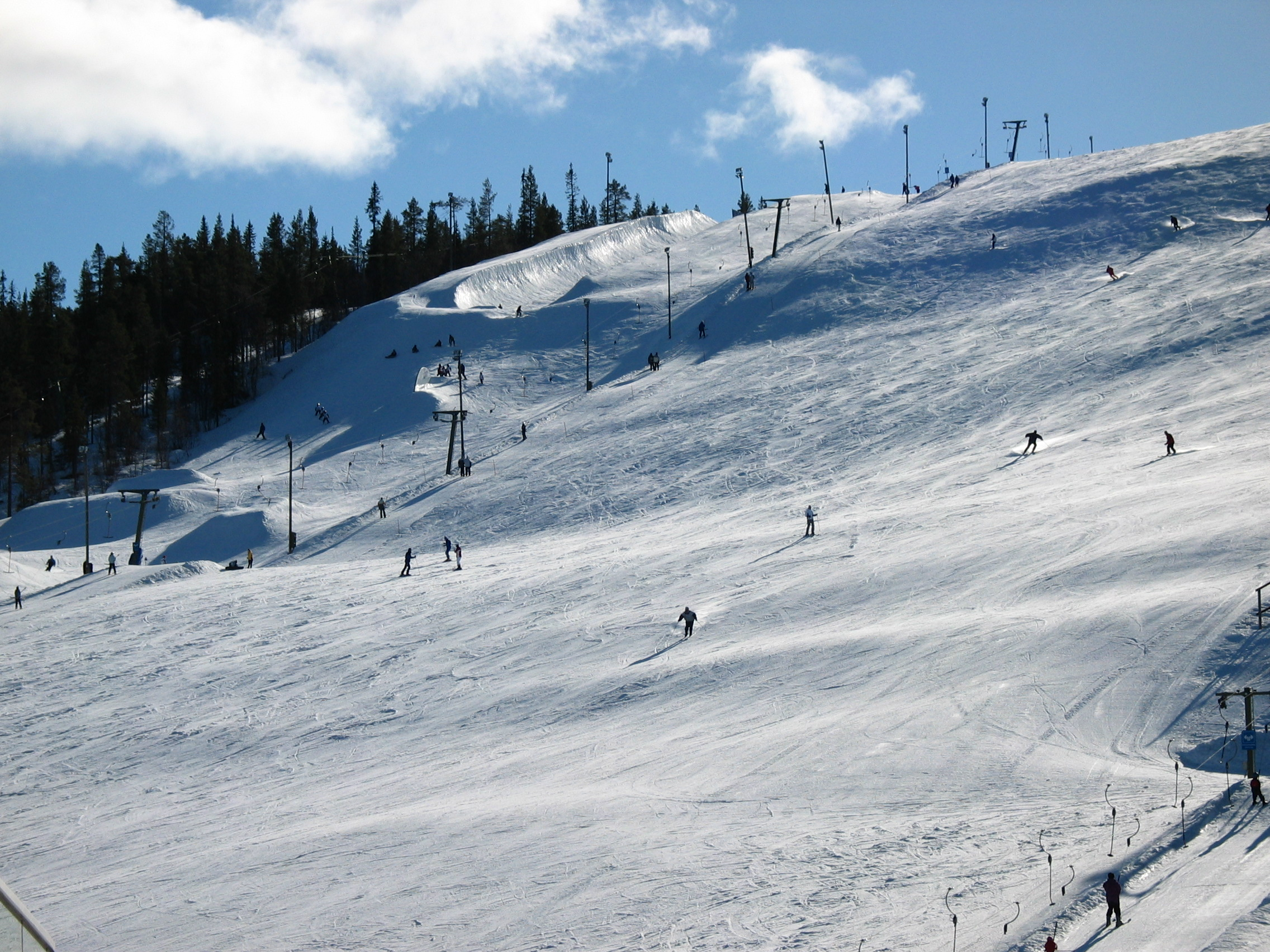
Skipiste im Levi-Skisportzentrum bei Kittilä

Der Tourismus ist heute ein wichtiger Erwerbszweig in Lappland. Insgesamt werden in Lappland 3400 Personen direkt durch den Tourismus beschäftigt, die Gesamteinnahmen werden auf 362 Millionen Euro (2002) beziffert. Im Jahr 2003 wurden in Lappland knapp 1,8 Millionen Übernachtungen registriert, davon 0,7 Millionen von ausländischen Gästen. Die größte Gruppe machten dabei die Briten mit rund 130.000 Übernachtungen aus, gefolgt von den Deutschen (123.000), Franzosen (79.000), Niederländern (55.000), Russen (43.000), Norwegern (42.000), Schweizern (32.000) und Japanern (28.000).
Im Sommer und Herbst ist Lappland vor allem ein Ziel für Naturtouristen, die dort wandern, fischen, Kajak fahren etc. Die meisten Feriengäste besuchen Lappland aber während der Wintersaison. In der Landschaft befinden sich insgesamt 13 Skisportzentren, die vor allem von der langen Saison profitieren. Nach Ruka in Kuusamo ist das lappländische Levi das zweitgrößte Skisportzentrum Finnlands. Finnische Touristen kommen vor allem zum Skifahren nach Lappland. Den ausländischen Gästen wird daneben „Lappland-Exotik“ mit Aktivitäten wie Skilanglauf, Motorschlittenfahrten oder Ausflügen mit Rentier- und Hundegespannen angeboten. Dazu kommt der Weihnachts-Tourismus. Dem finnischen Volksglauben nach lebt nämlich der Weihnachtsmann auf dem Berg Korvatunturi in Lappland. Auf den Weihnachtstourismus hat sich insbesondere Rovaniemi spezialisiert: Seit 1985 gibt es dort das „Weihnachtsmanndorf“ (Santa Claus’ Village) mit angeschlossenem „Weihnachtsmann-Postamt“, 1998 wurde der Freizeitpark „SantaPark“ eingeweiht. Der Flughafen von Rovaniemi, auf dem eine Zeit lang sogar die Concorde Weihnachtsgäste einflog, trägt sogar das eingetragene Warenzeichen „Official Airport of Santa Claus“. Vor allem britische Touristen kommen nach Lappland, um eine weiße Weihnacht zu erleben: über 60 % der Übernachtungen von Briten in Lappland werden im Dezember registriert.

## Kultur

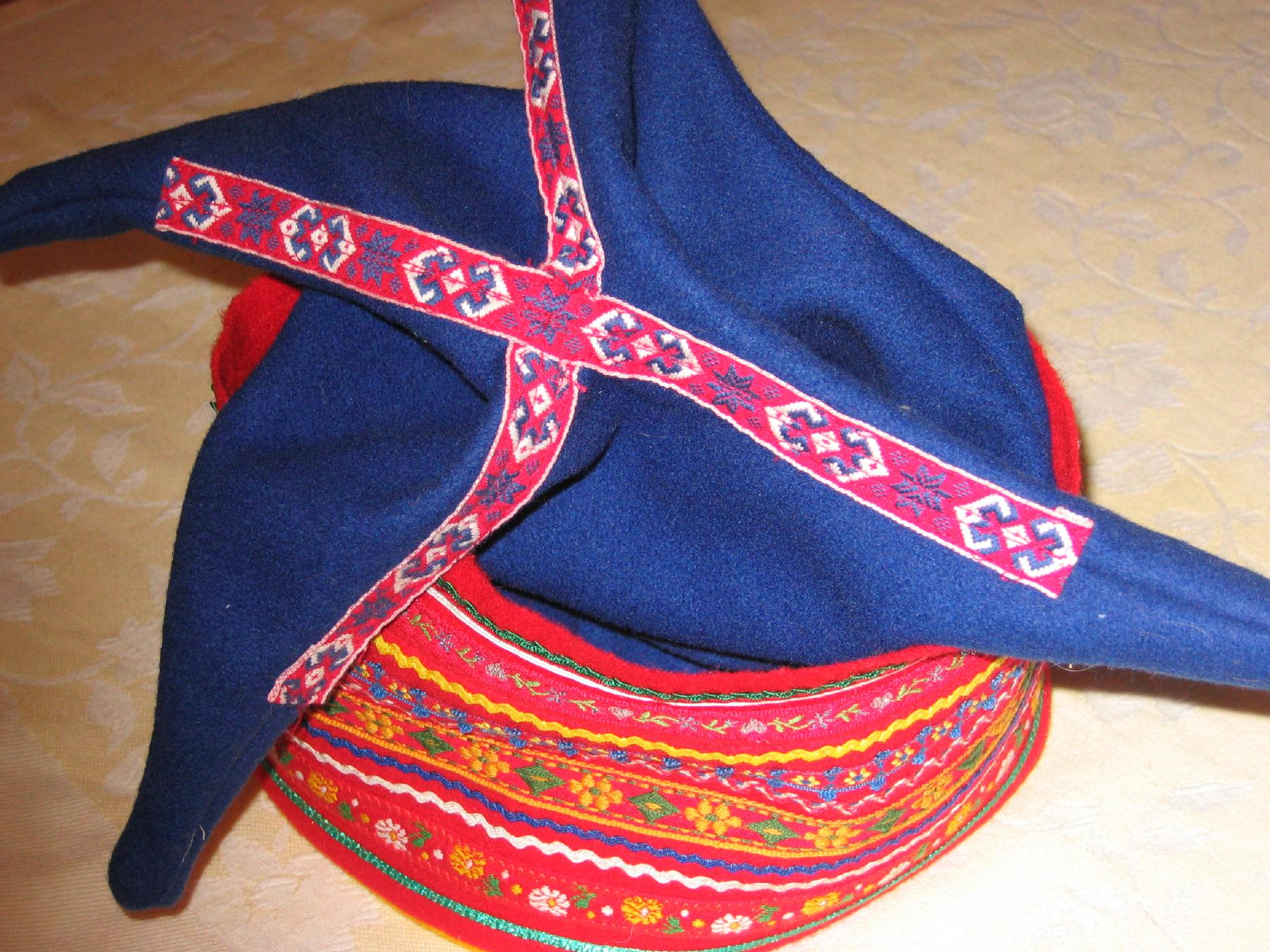
Der „Vier-Winde-Hut“ (čiehgahpir) ist Bestandteil der traditionellen Tracht der Samen

Obwohl die Samen in der lappländischen Gesellschaft nur eine kleine Minderheit darstellen, sind es vor allem Elemente ihrer Kultur, wie die farbenfrohen Trachten oder der traditionelle Joik-Gesang, die mit Lappland assoziiert werden, weil die Kultur der finnischen Mehrheitsbevölkerung sich kaum von derjenigen im Rest des Landes unterscheidet. Trotz der Schwierigkeiten, die sich durch die geringe Einwohnerdichte Lapplands ergeben, gibt es in den Städten der Landschaft und auch in den entlegenen Gemeinden ein verhältnismäßig lebhaftes Kulturleben mit Museen und Festivals.

### Museen und Veranstaltungen

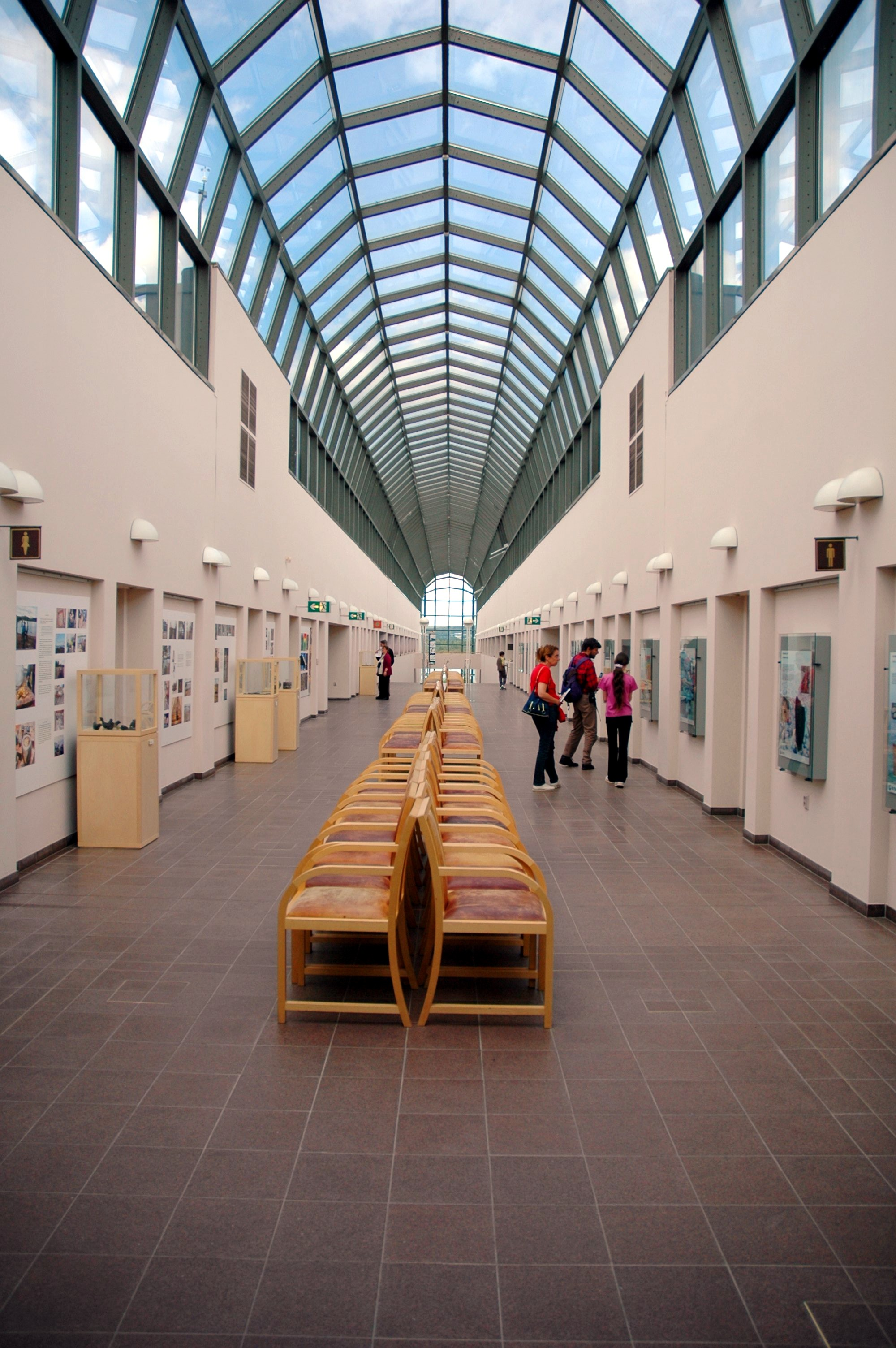
Im Arktikum-Museum von Rovaniemi

Das Arktikum-Museum in Rovaniemi verbindet unter seinem Dach das Provinzmuseum von Lappland und das Arktische Zentrum, in dem die Kultur verschiedener Völker der Arktis vorgestellt wird. Seit 1992 ist es in einem futuristischen Bau mit einer 172 m langen Glaskuppel und unterirdischen Ausstellungsräumen untergebracht. In den Kunstmuseen von Rovaniemi und Kemi ist moderne finnische Kunst ausgestellt. Das Museum Siida in Inari widmet sich seit 1962 der Kultur der Samen und der Natur Nordlapplands. Daneben gibt es in Lappland weitere kleinere Museen wie das Goldmuseum Tankavaara in Sodankylä und insgesamt zwölf Naturzentren der staatlichen Forstbehörde.
Im Sommer werden in Lappland zahlreiche Festivals veranstaltet. Am bekanntesten ist wohl das Midnight Sun Film Festival in Sodankylä, das alljährlich von 15.000–20.000 Gästen besucht wird. Es wurde 1986 von den Kaurismäki-Brüdern als eine Art Gegenveranstaltung zu glamourösen Filmfestspielen wie in Cannes gegründet. Das internationale Folklore-Festival Jutajaiset findet in Rovaniemi mit Musikern aus aller Welt statt. Beim Pyhä Unplugged -Festival am Pyhätunturi treten vor allem bekannte finnische Rockmusiker auf und spielen mit akustischen Instrumenten (unplugged).

### Medien
In Lappland erscheinen zwei regionale Tageszeitungen. Die größte Zeitung Lapplands die in Rovaniemi erscheinende Lapin Kansa mit 91.000 Lesern. Die zweite Zeitung, Pohjolan Sanomat, erscheint in Kemi und hat 60.000 Leser. Die älteste samischsprachige Zeitschrift war das Kulturblatt Sápmelaš, das von 1934 bis 2001 in Inari erschien. Heute ist die inarisamische Zeitschrift Anaras die einzige in Finnland erscheinende samische Zeitschrift, sie wird aber nur viermal im Jahr herausgegeben. Viele finnische Samen beziehen indes samische Zeitungen aus Norwegen.
Die wichtigste Stellung in der samischen Medienlandschaft nimmt das Radio ein. Die öffentlich-rechtliche finnische Rundfunkanstalt Yleisradio sendet seit 1947 regelmäßig samischsprachiges Programm. Seit 1987 gibt es dafür einen eigenen Sender, YLE Radio Sámi. Er ist in Nordlappland empfangbar und sendet Nachrichten und Musik auf Nord-, Inari- und Skoltsamisch. In Zusammenarbeit mit den samischen Radiosendern Norwegens und Schwedens produziert YLE Radio Sámi auch eine samischsprachige Fernsehnachrichtensendung, die in Nordlappland über den Sender YLE TV1 und ansonsten im Digitalfernsehen und im Internet zu sehen ist.